# 영국의 귀족
귀족원은 왕실의 영예 형태이며, 영국 귀족 작위는 다양한 계급의 세습 및 일대 칭호 임명을 포함하며, 이는 입법 과정의 구성 요소이자 영국 헌법의 틀 내에서 영국 훈장 제도의 일부를 이룬다.
귀족 작위는 "영국 귀족"이라고 불리는 것의 최상위 계층을 형성한다. 귀족제라는 용어는 이 칭호가 있는 귀족 전체 (또는 그 하위 구분)를 집합적으로 지칭하는 데 사용될 수도 있고, 개별적으로 특정 칭호를 지칭하는 데 사용될 수도 있다 (현대 영어에서는 후자의 경우에만 첫 글자를 대문자로 사용하고 전자의 경우에는 사용하지 않는다). 영국 귀족 작위 보유자는 왕실 귀족이라고 불린다. "로드"는 귀족 구성원을 지칭하는 일반적인 용어로 사용되지만, 로드 또는 레이디라는 칭호를 사용하는 개인이 항상 귀족인 것은 아니다 (예를 들어, 일부 사법, 성직자 및 기타 직위의 결과로 "로드" 또는 "레이디"라는 예우 칭호를 자주 받는다).
영국 군주는 명예의 원천으로 간주되며 명목상 귀족 작위를 부여할 수 있는 유일한 인물이지만, 특히 영국 정부의 요청에 따라 이 권한이 사용되는 방식에 대한 많은 관습이 있다.
귀족 작위의 근본적인 역할은 입법 및 통치이며, 귀족은 영국 상원에 의석을 가질 자격이 있고 (이전에는 권한이 있었지만) 군주 또는 현대에는 총리의 초대를 받으면 장관 역할로 정부에서 봉사할 자격이 있다.
2009년 영국 대법원이 설립되기 전까지 귀족 작위는 영국 상원 항소위원회를 통해 영국 사법 제도의 구성 요소이기도 했다.
귀족 작위에는 의례적인 측면도 있으며, 명예 또는 수상 시스템의 역할을 수행하며, 귀족 작위의 부여는 현대 영국 명예 시스템의 최상위 계층을 형성한다.
영국 내에는 역사적으로 대부분의 귀족 작위가 세습적인 성격이었기 때문에 현재 다음의 다섯 가지 귀족 작위 구분이 공존한다.
- 잉글랜드 귀족 작위 – 1707년 연합법 이전 잉글랜드의 왕과 왕비에 의해 만들어진 작위.
- 스코틀랜드 귀족 작위 – 1707년 이전 스코틀랜드의 왕과 왕비에 의해 만들어진 작위.
- 그레이트브리튼 귀족 작위 – 1707년과 1801년 사이에 그레이트브리튼 왕국을 위해 만들어진 작위.
- 아일랜드 귀족 작위 – 1800년 연합법 이전 아일랜드 왕국을 위해 만들어진 작위 및 그 이후에 만들어진 일부 작위.
- 연합왕국 귀족 작위 – 1801년부터 현재까지 만들어진 대부분의 작위.

## 배경

### 창설

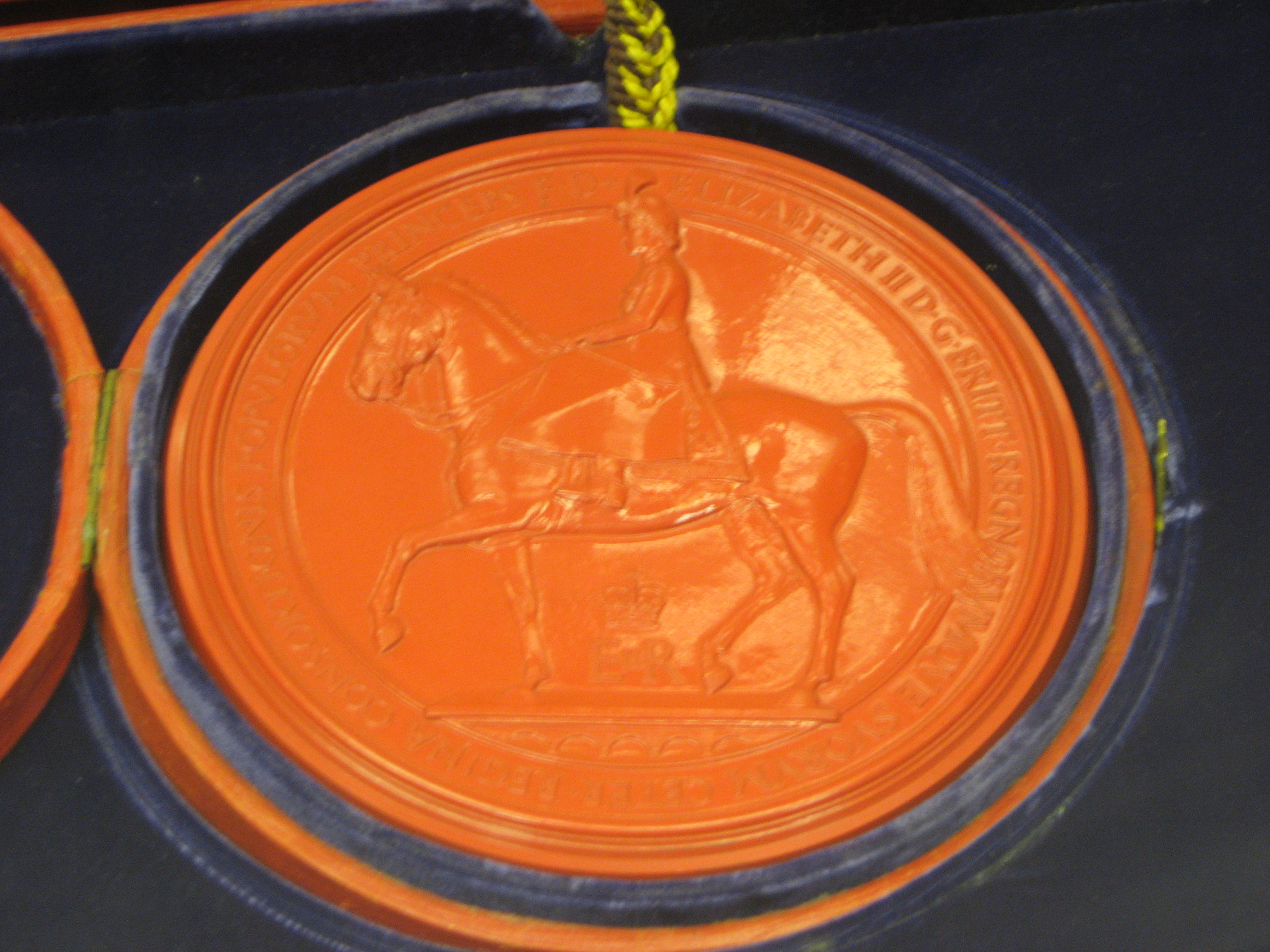
새로운 귀족 작위를 생성하는 모든 특허증에 부착되는 왕실 대인의 밀랍 인상

모든 귀족 작위는 영국 군주에 의해 만들어진다. 군주는 명예의 원천으로서 자신은 영국 귀족 작위를 가질 수 없다. 그러나 군주는 남성이든 여성이든 '국왕' 또는 '여왕'이라는 칭호 외에도 비공식적으로 '랭커스터 공작'이라는 칭호를 받는다 (이 칭호는 1399년 헨리 4세가 왕위에 오르면서 영국 군주의 사유지가 된 유서 깊은 랭커스터 공국과 연결되어 있다). 마찬가지로 채널 제도와 맨섬 (영국령은 아니지만 영국 왕실의 소유지)에서는 비공식적인 칭호인 노르망디 공작 (1066년 왕위에 오르기 전 정복왕 윌리엄과 관련된 칭호)과 맨섬 영주 (1765년 조지 3세 아래에서 맨섬 구매를 통해 왕실과 함께 획득한 칭호)가 각각 사용된다.
왕실 구성원이나 왕실 귀족이 아닌 모든 영국 신민은 이전에 조상, 재산 또는 기타 사회적 요인에 관계없이 평민으로 불렸다. 따라서 귀족 가족의 모든 구성원은 (기술적으로) 귀족의 아내나 재혼하지 않은 미망인을 제외하고는 평민이다. 따라서 영국 시스템은 개인보다는 가족 전체가 귀족이 되었던 유럽 대륙 버전과 근본적으로 다르다. '평민'이라는 지위가 혈통이 아니라 칭호에 기반한다는 이러한 생각은 예를 들어, 엘리자베스 2세 여왕의 딸로서 왕족 지위를 누리는 앤 공주가 그녀의 자녀들 (피터 필립스와 자라 틴들)을 기술적으로 평민으로 (기능적으로는 칭호 없는 귀족의 일부이지만) 선택했음을 의미한다. 앤과 그녀의 남편 마크 필립스가 귀족 작위 제안을 거절했을 때, 그들은 당시 군주의 손자손녀였다. 귀족의 자녀가 칭호를 사용하는 경우, 이들은 예의에 따라 부여되며, 그들 자체가 귀족 작위를 보유하지는 않는다. 예를 들어, 노퍽 공작은 애런델 백작 및 말트래버스 남작을 포함한 다른 귀족 작위를 보유한다. 노퍽 공작의 가상적인 장남은 따라서 "애런델 백작"이라는 예우 칭호로 불릴 수 있다 ("the"는 붙지 않는데, 이는 실질적인 칭호를 의미하기 때문이다). 이 예에서 실제로 귀족인 사람은 노퍽 공작뿐이며, 그의 아들은 귀족이 아니다.

### 구분 및 계급
1801년 이후의 대부분의 귀족 작위와 1898년 이후의 모든 귀족 작위는 연합왕국 귀족 작위 구분 내에서 생성된다. 잉글랜드 귀족 작위, 스코틀랜드 귀족 작위, 그레이트브리튼 귀족 작위 및 아일랜드 귀족 작위와 같은 다른 구분에는 여전히 세습 귀족 작위가 존재한다.
2009년 이후 거의 모든 일대 귀족 작위는 관례적으로 남작 계급으로 생성되며, 유일한 예외는 2023년 에든버러 공작령의 왕실 일대 귀족 작위이다. 그 이유는 1958년 일대귀족법이 일대 귀족 (귀족에게 영국 상원에 앉을 자격을 부여함)에게 소환 영장을 발부하는 것을 남작 계급으로 생성된 자에게만 제한하기 때문이다. 귀족 작위가 여전히 명예 시스템의 일부이지만, 새로운 귀족을 생성하는 주된 이유는 그들이 영국 상원에 의석을 가질 수 있도록 하기 위함이다. 정부는 이론적으로 의회에 입성하기를 원하지 않는 특별히 공로가 있는 사람에게 명예로서 더 높은 계급의 일대 귀족 작위를 생성하는 것을 지지할 수 있지만, 지금까지 어떤 정부도 그렇게 하지 않았다.

### 자격 및 상속성
귀족 작위를 포함한 모든 명예는 명예의 원천으로서 군주의 재량에 따라 부여된다 (그러나 기능적으로는 대부분 정부의 조언에 따라). 따라서 귀족 작위를 부여받을 자격은 없다. 그러나 역사적인 선례는 일부 개인에게 관례적으로 귀족 작위가 부여됨을 의미한다. 예를 들어, 삼왕국 전쟁 이후 하원 의장이 은퇴할 때 세습 자작위를 부여하는 것이 관례였지만, 마지막으로 이 명예를 받은 사람은 1983년이었고, 이 관례는 이제 대신 남작 계급의 일대 귀족 작위로 변경된 것으로 받아들여진다. 영국 총리도 퇴임 시 관례적으로 귀족 작위를 제안받는다. 이것은 이전에는 세습 백작위였다. 그러나 이 명예를 받은 마지막 총리는 1984년 해럴드 맥밀런이었다. 1990년 사임했을 때 마거릿 대처는 최초의 여성 총리로서 세습 백작위나 다른 귀족 작위를 제안받지 못했지만, 대신 그녀의 남편 데니스 대처에게 준남작 (세습 기사 작위이며 귀족 작위는 아님) 작위가 수여되었다 (이것은 현재까지 영국에서 창설된 비왕실 세습 명예 중 마지막이었다). 대처는 나중에 1992년에 자신의 권리로 일대 귀족 작위를 받았다. 귀족 작위를 받은 가장 최근의 총리는 2024년에 일대 귀족 작위를 받은 테리사 메이였다.
대부분의 귀족 작위 지명은 여당의 총리나 다른 정당 지도자에 의해 '정치 귀족' 또는 '현역 귀족'으로 지명되어 각 정당 그룹의 힘을 '보충'하고, 의회에 정기적으로 참석하고 프론트벤치 업무를 수행할 것이라는 기대에 따라 이루어진다. 그러나 2001년 이후 모든 시민은 상원 임명위원회에 지명을 할 수 있으며, "크로스벤치" 귀족으로 앉을 사람을 지명할 수 있다. 이는 비정당 정치 귀족 작위이며, 때로는 '국민 귀족'이라고 불린다. 2023년 현재 2001년 이후 67명의 '국민 귀족'이 임명되었다.
역사적으로 군주들은 제한된 상황에서 귀족 작위를 팔았다. 이것은 종종 자금을 모으기 위해 이루어졌다. 예를 들어, 초기 스튜어트 시대에 제임스 1세 국왕은 귀족 작위를 팔아 자신의 통치 시작 시점에 59명의 구성원을 포함했던 단체에 62명의 귀족을 추가했다. 역사상 일부 정부는 정부 활동이나 더 논란이 많은 정당 활동에 자금을 대기 위해 귀족 작위를 팔기도 했다. 정부에 의한 귀족 작위 판매는 1925년 명예 (남용 방지) 법에 의해 1925년에 불법화되었다. 이 법은 데이비드 로이드 조지 행정부가 논란이 많은 귀족 작위를 많이 판매한 결과였다. 블레어 행정부는 나중에 2006년 이른바 "명예 판매 스캔들"에서 이 법을 회피하려 했다는 비난을 받았으며, 찰스 왕자의 측근도 2021년 명예 판매 스캔들에서 그러했다. 봉건 작위와 달리 귀족 작위는 재산의 형태가 아니며 작위 보유자가 양도, 구매 또는 판매할 수 없다.
귀족 작위의 정확한 조건은 특허증에 명시되어 있다. 모든 귀족 작위는 엄격히 개인적이며 평생 유지된다. 그러나 역사적인 귀족 작위는 종종 세습되며, 주로 남성 우선 상속제에 의해 상속되지만, 남성 선호 친족 상속제의 일부 예외도 있다. 역사상 대부분의 기간 동안 세습 귀족 작위는 일반적이었다. 오늘날 새로 부여되는 유일한 세습 귀족 작위는 관례적으로 왕실 구성원에게만 부여된다. 비왕실 세습 작위의 마지막 수여는 대처 시대였다. 그 이후로 집권 정당은 일대귀족만을 독점적으로 창설하고 다른 누구에게도 세습 귀족 작위를 추천하는 것을 자제했지만, 이는 단순히 현재의 관례일 뿐 미래 정부가 그렇게 하는 것을 막는 것은 없다.

### 승인 절차
영국 정부는 상원에 앉을 귀족들 (현재 관례적으로 왕실 귀족 작위를 제외한 거의 모든 새로운 귀족 작위)에 대해 상원 임명 위원회의 외부 심사를 거쳐 주권자에게 귀족 작위에 오를 사람에 대한 추천을 한다.
현재 군주가 추천이나 귀족 작위의 관례적 승계를 직접적으로 막을 것인지 여부는 불분명하지만, 헌법적으로 그렇게 할 권리는 있다. 2023년 영국 보안 기관 구성원들이 엘리자베스 2세 여왕에게 연락하여 당시 총리 보리스 존슨이 지명한 예브게니 레베데프의 귀족 작위를 개입하여 막아달라고 요청했다는 보도가 있었다. 일부 언론은 다른 명예에 대한 개인적인 개입을 보도했다. 예를 들어, 전 총리들은 관례적으로 기사 작위를 받아 가터 훈장이나 시슬 훈장에 오르지만, 2020년에는 엘리자베스 2세 여왕이 토니 블레어에게 가터 훈장을 수여하는 것을 개인적으로 꺼려 다른 현역 총리들도 승격되지 않을 것이라는 주장이 제기되었다. 토니 블레어는 나중에 2022년 엘리자베스 2세 여왕에 의해 가터 기사단 동료 기사로 서임되었다.
모든 왕실 명예와 마찬가지로 귀족 작위는 왕실 대인이 부착된 특허증에 의해 확정된다. 특허증 외에도 의회에 앉을 귀족들에게는 소환 영장이 발부된다. 소환 영장은 구성원을 의회로 소환한다. 새로운 영장은 각 의회 시작 시 (총선 후) 모든 구성원에게 발부된다. 새로운 구성원을 위한 영장은 특허증과 함께 발부된다. 명예는 런던 가제트에도 기록된다.
귀족 작위를 포함한 명예는 일반적으로 신년과 군주의 공식 생일에 수여된다. 또한 총리의 사임이나 의회 해산 시에도 수여될 수 있다. 군주는 또한 즉위식, 희년 또는 이전 군주의 서거 시에도 새로운 귀족을 임명할 수 있다. 연중 언제든지 군주의 뜻에 따라 발표되는 특별 영예도 있다. 이는 누군가가 내각에서 봉사하도록 허용하거나 모범적인 봉사에 대한 즉각적인 보상으로 이루어질 수 있다.
새로운 귀족 작위의 수여자는 일반적으로 왕실 영예 목록을 통해 발표된다. 이전에는 새로운 귀족에게 수여식이 있었지만, 1621년 이후로는 더 이상 열리지 않는다 (다른 명예에 대한 수여식은 대부분 기사 작위 중앙 사무국에서 관리한다). 의회에서 봉사하는 새로운 귀족은 상원 소개 의식을 받는다.
모든 귀족 작위는 영국 법무부 내의 왕실 문서국에서 관리하는 귀족 명부에 기록되며, 문장원에서 발행한다. 법무부 장관은 대법관으로서 귀족 명부의 관리자이며, 그에 대한 의무는 상원 서기관의 감독 아래 왕실 문서국 내에서 일하는 귀족 등록관과 부등록관이 매일 수행한다. 기존 세습 귀족 작위에 대한 승계 주장은 상원 특권 및 행동 위원회에 의해 규제되며 왕실 문서국에서 관리한다.

### 거절, 포기 및 철회
귀족 작위는 예비 수여자가 거절할 수 있으며, 역사적으로 다양한 이유로 자주 거절되었다. 예를 들어, 윈스턴 처칠은 하원에 계속 앉을 수 있도록 런던 공작위를 거절했다.
2014년 상원 개혁법 이후 귀족은 칭호와 스타일을 유지하면서도 상원에서 사임할 수 있다.
일대귀족이 귀족 작위를 완전히 포기할 수 있는 메커니즘은 없지만, 세습 귀족은 1963년 귀족 작위법에 따라 자신의 평생 동안 귀족 작위를 완전히 포기할 수 있다. 귀족 작위는 포기한 귀족의 사망 시까지 존속하며, 그 후 통상적인 방식으로 상속인에게 넘어간다.
왕실은 일단 귀족 작위가 만들어지면 이를 취소하거나 철회할 권한이 없다. 귀족 작위는 1917년 작위 박탈법과 같은 의회법에 의해서만 개인으로부터 박탈될 수 있다.

## 헌법적 기능

### 입법 기능

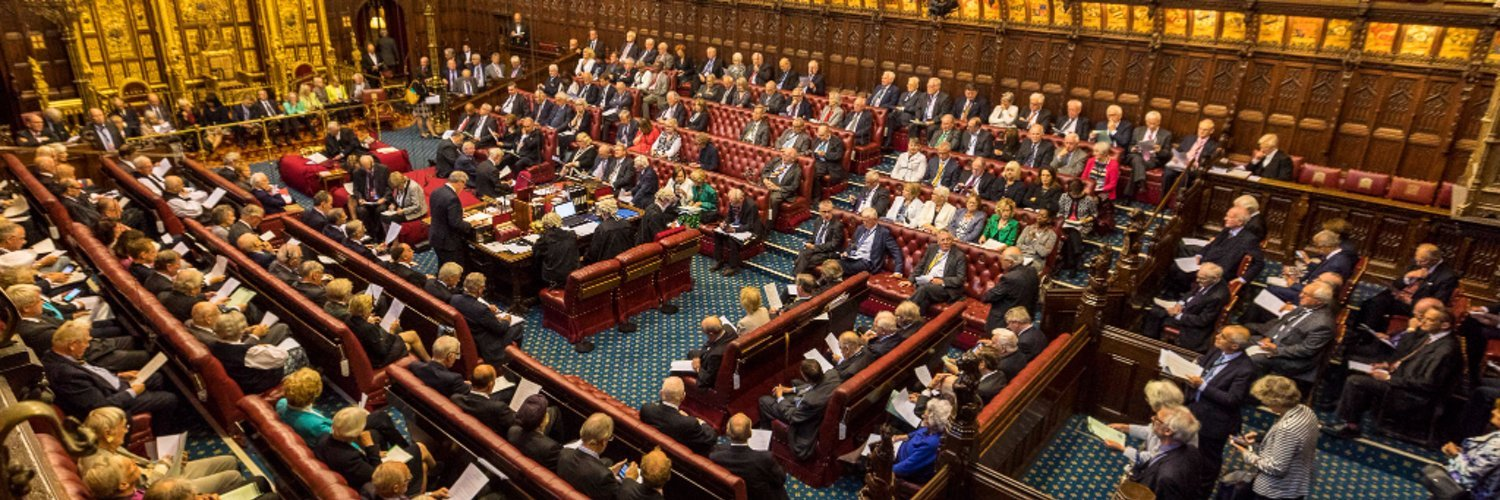
정부, 야당, 중립 의석을 보여주는 상원

소환 영장을 받은 모든 귀족 (실제로 왕족을 제외한 모든 일대귀족 및 일부 세습 귀족)은 세속 귀족으로서 상원에 앉을 수 있다. 그들은 귀족 작위를 보유하지 않지만 잉글랜드 국교회의 주교인 성직 귀족과 함께 앉는다. 1997년 집권한 노동당은 1999년 상원법을 통해 세습 귀족에게 할당된 영국 상원의 모든 의석을 제거하려고 했으나, 당시 총리 토니 블레어는 92명의 구성원이 남도록 허용하면서 양보했다. 이 92명의 세습 귀족 중 90명은 자신들의 인구 내에서 상원으로 선출되며, 나머지 2명은 당연직으로 세습 헌법 기관인 국가원수와 대궁내대신을 겸임한다.
1911년 의회법과 1949년 의회법 이후 상원의 목적은 이제 개정 입법 회의실로서 법안 시행 전 제안된 의회 법안을 심사하고 잠재적으로 변경하는 것이다. 그 구성원은 대부분 1958년 일대귀족법에 따라 창설된 일대귀족으로 이루어져 있으며, 여기에는 의회 토론에서 특정 전문 분야에 가치를 더할 수 있는 사람들뿐만 아니라 전 국회의원 및 각 정당의 다른 정치 임명자들이 포함된다. 정치 정당에 소속되지 않은 사람들은 중립의원이라고 불리는 하원에 앉을 수 있다. 2006년 7월 이전에는 대법관 – 국무대신 중 한 명이자 정부 장관 – 이 상원에서 귀족들의 의장 역할을 수행했다. 귀족이 아닌 사람이 대법관 직에 임명되는 경우, 전통적으로 임명과 동시에 귀족 작위에 오르는 것이 관례였으나, 1539년에 거의 사용되지 않는 조항이 제정되어 국무대신이지만 귀족이 아닌 임명자들도 의회의 벤치 사이에 앉을 수 있도록 허용하여, 평민도 귀족 작위에 오르지 않고도 그 역할을 수행할 수 있게 되었다. 그러나 2006년 이후 권력 분립을 위해 의장 역할은 귀족들이 자신들 중에서 선출한 상원 의장이 수행하고 있다. 대법관은 정부 장관으로서의 역할을 유지했으며, 2007년 6월 잭 스트로는 1587년 이후 최초로 평민으로서 대법관에 임명되었다.

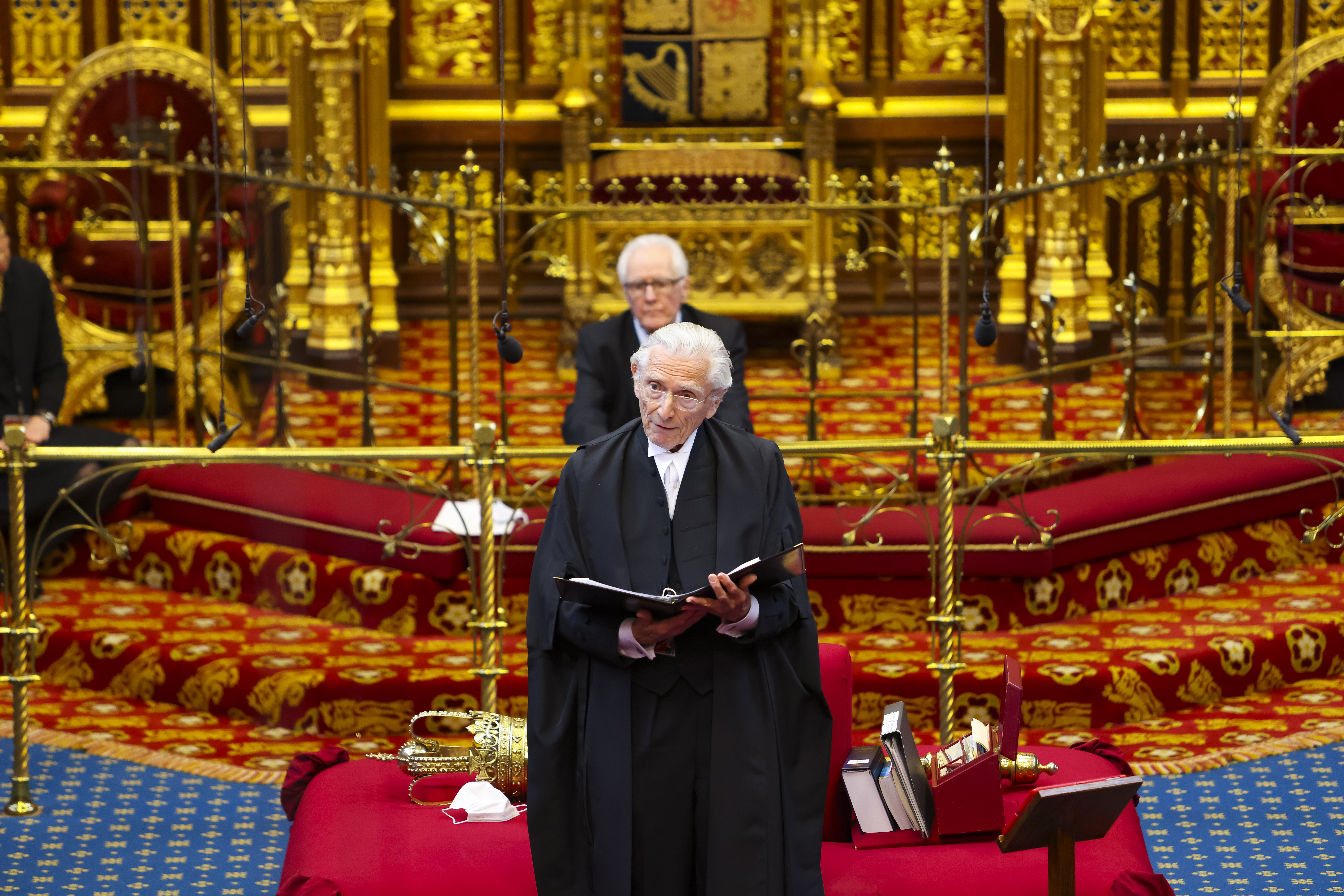
울색에서 의장직을 수행하는 상원의장 파울러 경

하원의 의장이 진행을 통제하는 하원과 달리 상원으로서 상원에서의 진행은 상임 규칙에 명시된 규칙에 따라 귀족들 스스로 통제한다. 영국 상원 원내대표는 이 규칙을 상원에 상기시키고 상원의 자율 규제를 촉진할 책임이 있지만, 모든 구성원은 질서 위반이나 관습 준수 실패에 주의를 환기시킬 수 있다. 원내대표는 종종 절차 및 의사진행 발언에 대해 조언을 요청받는다. 그러나 상원의장이나 원내대표는 의사진행 발언에 대해 결정하거나 부적절한 연설 중에 개입할 권한이 없다.
상원 내의 정당들은 원내총무를 두지만, 중립 의원들은 행정상의 목적으로 그리고 상원의 업무를 최신 상태로 유지하기 위해 자신들 중에서 중립 의원 소집인을 선출한다.

### 행정 기능

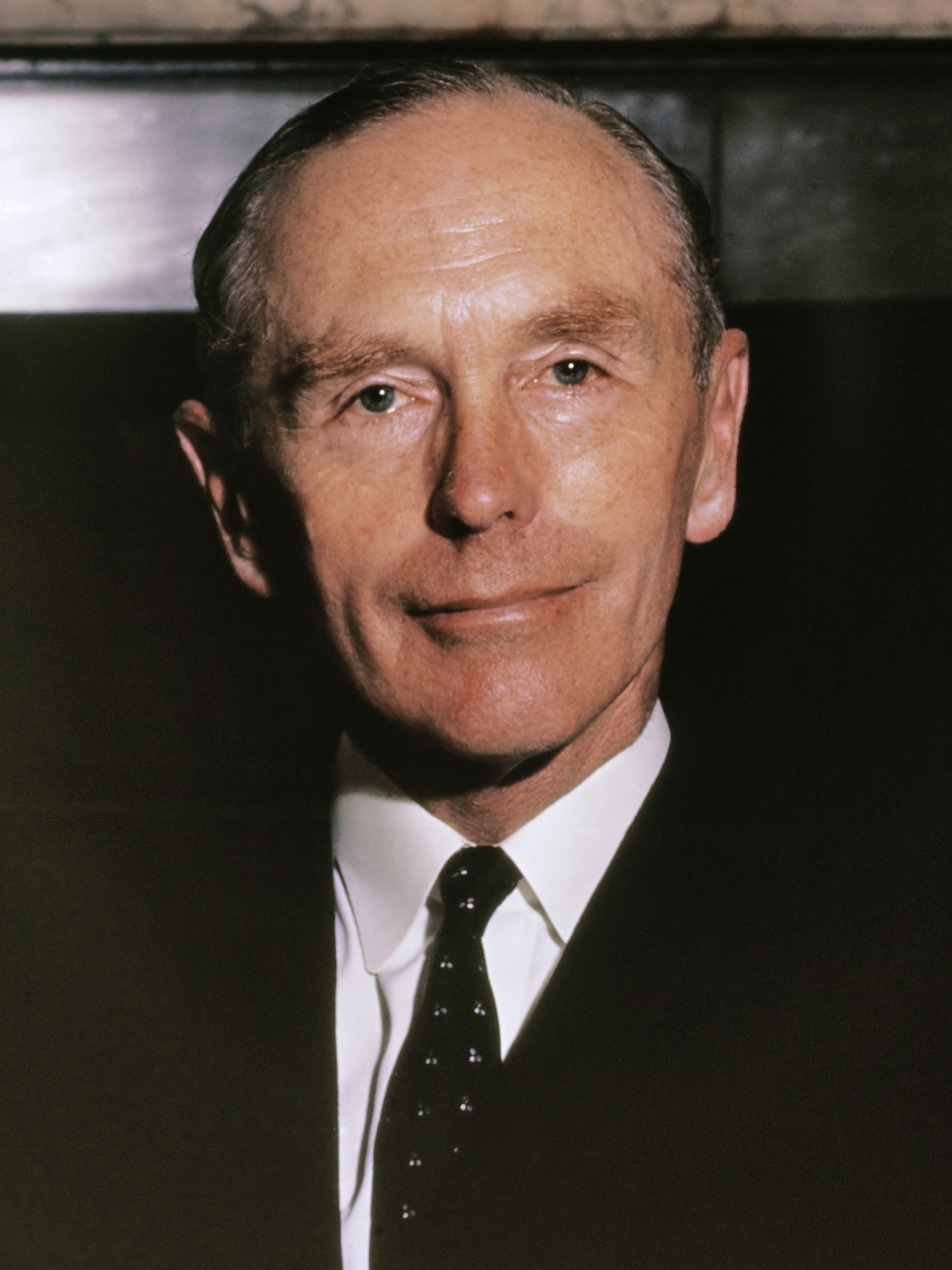
영국 상원에서 재임한 마지막 영국 총리였던 제14대 홈 백작 (1963년경)

상원의 귀족들은 초대를 받으면 장관으로서 영국 정부에서 봉사할 수 있으며, 중대국무공직 내에서도 가능하다 (예를 들어, 리시 수낙 총리 재임기에 외무장관을 지낸 캐머런 경). 내각에서 귀족의 유일한 일관된 역할은 임명상 영국 상원 원내대표의 역할이다.
역사적으로 대법관은 관례적으로 귀족이었고 (사법 및 입법 역할을 수행하는 것 외에) 내각 구성원이었다. 대법관의 장관 부서는 1885년부터 1971년까지 대법관실로 알려졌고, 1971년부터 2003년까지는 대법관 부서로 알려졌다. 2003년에 이 부서는 헌법부로 이름이 변경되었고, 대법관은 헌법부 장관으로 임명되었다. 2007년에 이 부서는 법무부가 되었고, 2007년 6월 잭 스트로는 1587년 이후 최초로 평민으로서 대법관에 임명되었다.
귀족들은 총리로도 봉사할 수 있지만, 이는 더 이상 관례가 아니며, 마지막으로 그렇게 한 사람은 1963년 제14대 홈 백작이었다. 그는 총리에 임명된 지 며칠 만에 자신의 귀족 작위를 포기하고 하원에 앉기 위해 보궐선거에 출마했다.
상원의 귀족들은 종종 정부의 조언에 따라 주권자에 의해 추밀원 고문관으로 임명된다. 추밀원은 칙허장 발행과 같은 문제에 대해 군주에게 자문하는 공식 기관이다. 귀족들은 임명될 때 귀족 위원으로 봉사할 수 있다 (영국 군주가 자신의 대리인으로, 그렇지 않으면 군주가 웨스트민스터 궁에 참석해야 하는 특정 의회 관련 기능을 행사하기 위해 임명한 추밀원 고문관).
이론적으로 모든 귀족, 즉 일대귀족과 세습 귀족은 상원에 앉는지 여부에 관계없이 대평의회의 잠재적인 구성원이다. 이는 귀족들이 군주와 함께 국가의 문제를 논의하기 위해 소집되는 의회이다. 그러나 1640년 이후로는 소집되지 않았지만, 미래에 소집될 수 없는 것은 아니다.
귀족들은 또한 대기 경호원으로 임명될 수 있으며, 그들은 주기적으로 군주를 대표하도록 요청받을 수 있다. 예를 들어, 그들 중 한 명은 국빈 방문 시작 시 방문하는 국가 원수를 맞이하도록 정기적으로 요청받는다.
1937년 섭정법 이전에는 대법관이나 기타 고위 정치 직책을 맡은 귀족들도 왕실 기능을 위임받아 국가 고문으로 봉사할 수 있었지만, 현재는 군주의 배우자와 즉각적인 왕위 계승 서열에 있는 왕실 구성원에게만 해당된다.

### 사법 기능

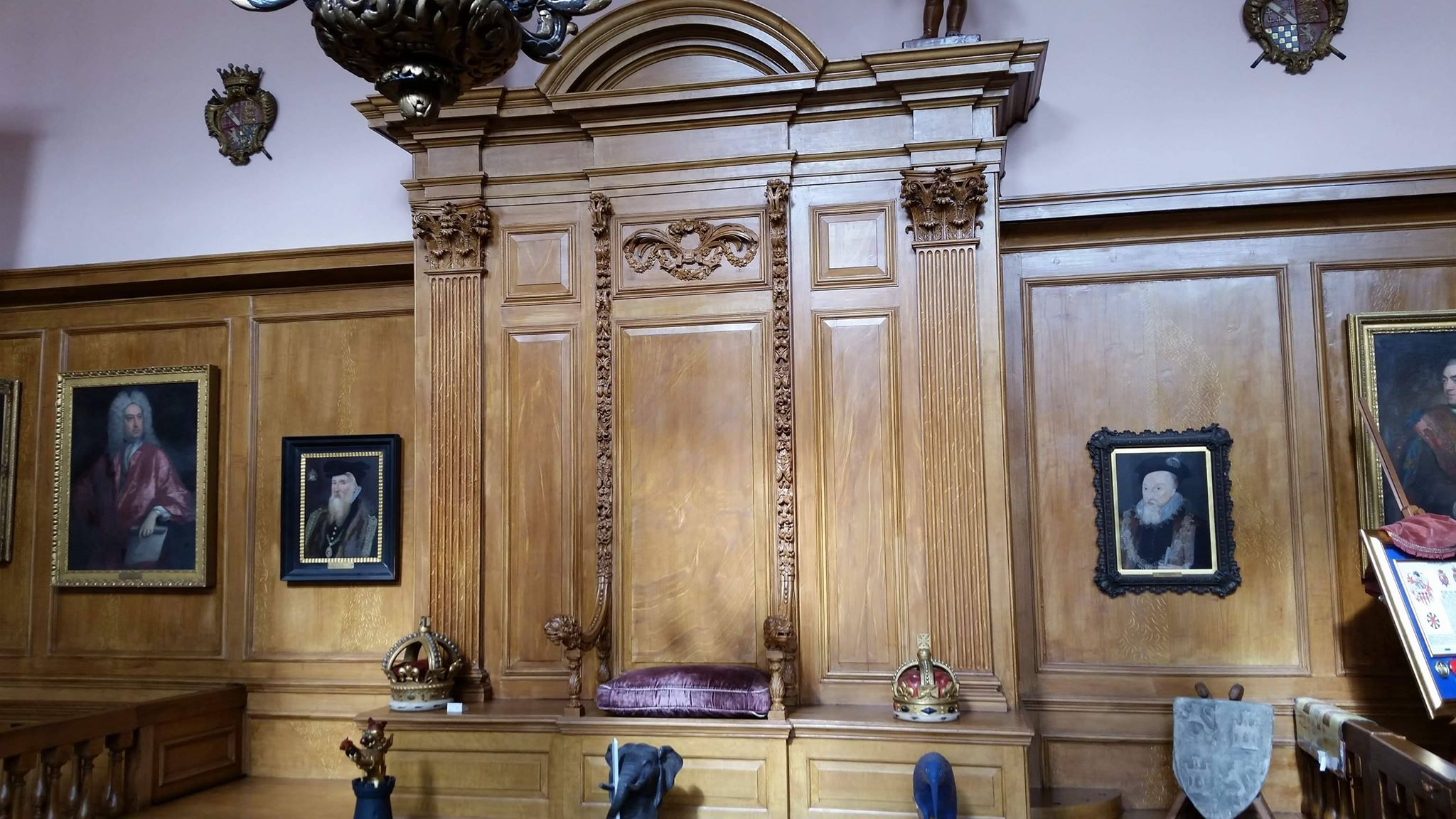
얼 마샬 법정, 기사도 법원, 문장원, 런던

2009년까지 상원의 항소위원회는 영국 법률 시스템 내에서 최고 상소법원 역할을 했다. 1876년 항소 관할법은 상임항소법관 임명을 허용했다. 상임항소법관은 특정 기준을 충족하는 종신 귀족으로 만들어진 판사들로, 위원회의 주요 구성원이었다. 2009년 10월 1일, 영국 대법원의 설립으로 1876년 항소 관할법은 폐지되었다. 따라서 상원은 사법 기능을 상실했다. 설립 당시 12명의 상임항소법관(법관)은 대법원의 첫 번째 판사들이 되었지만, 동시에 대법원에서 은퇴할 때까지 상원에 앉거나 투표하는 것이 금지되었다. 새로운 대법원에 임명된 판사들은 자동으로 귀족이 되지는 않지만, 이전에 독립적으로 귀족 작위를 받지 않은 사람들은 자신의 남은 생애 동안 영토 지정과 함께 "로드" 또는 "레이디"라는 사법 예우 칭호를 사용할 자격이 있다. 상원에서 귀족들의 의장 역할을 수행하는 것 외에도 대법관은 잉글랜드와 웨일스 사법부의 수장이자 사실상의 '법무부 장관'으로 봉사했다. 대법관의 사법 기능은 2005년 헌법 개혁법에 의해 제거되었고, 잉글랜드 웨일스 최고법관이 새로운 사법부 수장이 되었으며, 이전 대법관 부처/헌법부는 2007년 5월 새로 설립된 법무부로 통합되었다. 그 이후로 모든 대법관은 법무부 장관직을 겸임하고 있다 (거의 모든 제1대장경이 총리직을 겸임하는 것과 같은 방식이다). 2012년 크리스 그레일링은 적어도 440년 만에 변호사가 아닌 사람으로서 대법관에 임명되었다. 잉글랜드와 웨일스 사법부의 수장으로서 대법관은 또한 추밀원 사법위원회의 구성원으로 봉사했지만, 이 법정의 판사로서 의장직을 맡은 마지막 대법관은 라르그의 어바인 경이었다 (1997-2003년 재직). 이 기능 또한 2005년 헌법 개혁법 이후 대법관으로부터 제거되었다.
국가원수는 잉글랜드와 웨일스에서 사무직에 의해 사법 기능을 유지하는 유일한 귀족이다. 그는 기사도 법정의 유일한 판사로서 잉글랜드와 웨일스에서 문장학 문제에 대한 민법 법원이며, 비록 전문 변호사가 아니더라도 일반적으로 전문 변호사를 자신의 부관이나 대리인으로 임명한다. 스코틀랜드에서는 해밀턴 공작이 스코틀랜드 문장학을 규제하는 상설 법원인 로드 라이언 법원의 세습 사정관이다.

### 의례 기능

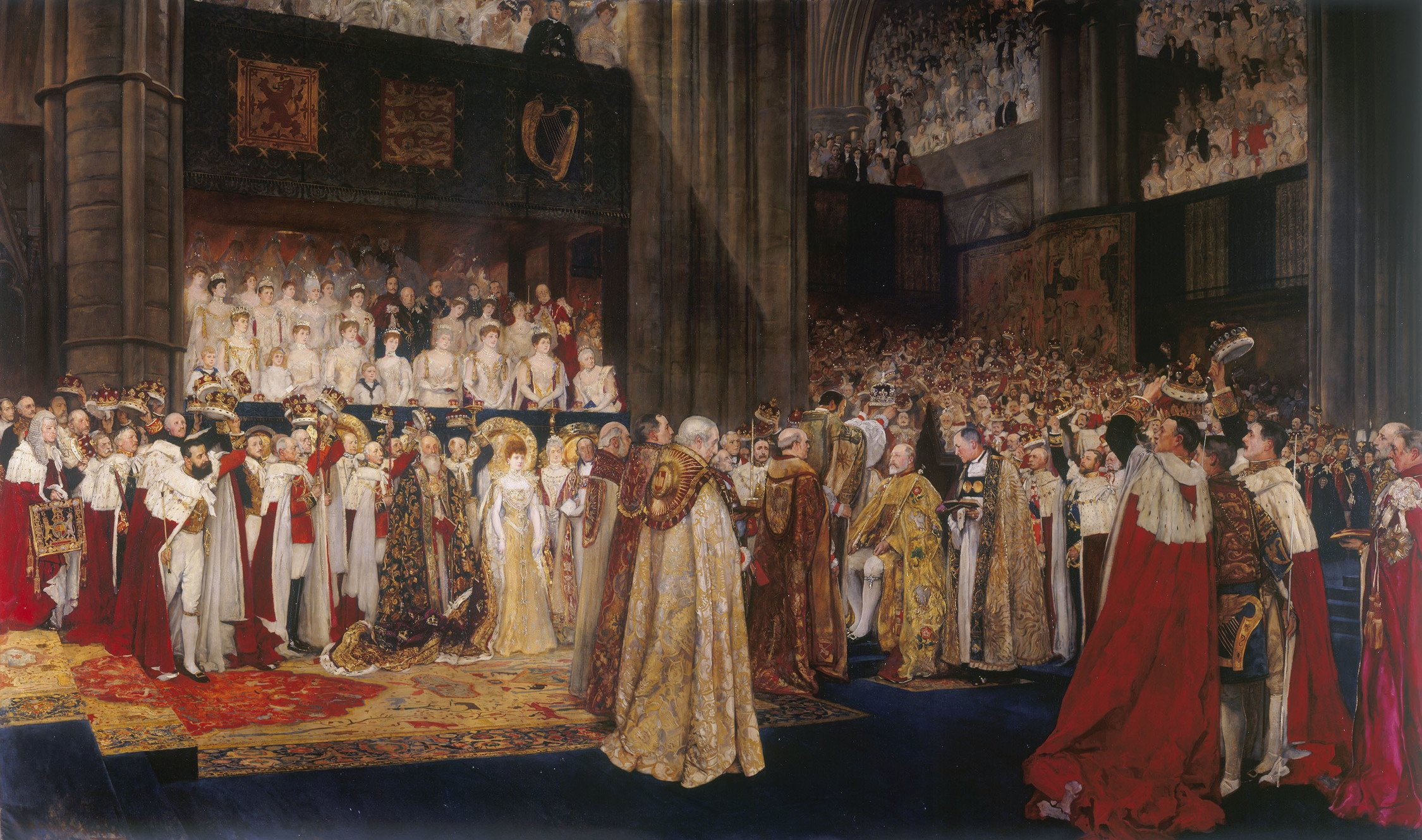
에드워드 7세의 대관식 - 캔터베리 대주교가 두 팔을 들고 대관식 의자에 앉아 국가의 예복을 입은 에드워드 7세의 머리에 제국 왕관을 씌우려는 순간이 묘사되어 있다. 대관식 예복을 입은 왕자들과 귀족들은 자신들의 관을 들어 올리고 "하느님, 국왕을 보호하소서"라고 외친다.

대궁내대신은 주권자에 의해 영국 의회의 소재지인 웨스트민스터궁의 보관을 위임받으며, 그 안에서 그의 대리인으로 봉사한다. 그들은 상원과 하원을 제외한 궁전의 모든 영역에 대한 관할권을 가진다. 이 직위는 1780년부터 제3대 아네스터 케스테벤 공작의 후손인 세 가문 사이에서 세습 총괄로 유지되었다. 1912년에 체결된 협정에 따라, 주어진 통치 기간 동안 직위를 행사할 권리는 현재 세 공동 직위 보유자의 가문 중에서 보유한 직위의 비율에 따라 교대로 행사된다. 어느 한 시점에 단 한 사람도 대궁내대신 직위를 실제로 행사하지 않는다. 이 직위의 일부를 보유하는 다양한 개인은 각각 공동 세습 대궁내대신이다. 그들의 현대적 역할은 웨스트민스터궁의 사실상 의전 책임자 역할을 수행하는 것이다. 1999년 상원법은 세습 귀족이 상원에 앉을 자동적인 권리를 박탈했지만, 이 법은 대궁내대신 직위를 행사하는 세습 귀족은 의례적 기능을 수행하기 위해 그러한 규칙에서 면제된다고 규정했다. 그들은 영국 의회 개원식을 조직하는 데 도움을 주며, 블랙 로드에게 하원 의원들을 상원에 소환하여 개원연설을 듣도록 지시한다.
대궁내대신과 국가원수는 각각 영국 군주 대관식에서 역할을 한다. 다른 초대된 귀족들도 대관식에서 역할을 한다. 귀족들은 의식의 특정 부분에서 대관식 예복과 소관을 착용한다. 그러나 2023년에는 귀족들에게 찰스 3세의 대관식에서 소관을 착용하지 말 것을 요청했다.
추밀원 고문관이기도 한 귀족들은 군주의 서거 시 왕위 계승 위원회의 일부를 구성하여 후계자의 왕위 계승을 공식적으로 선포한다.
영국 왕실 내에서 시종원장 및 시종무관장과 같은 특정 직위는 (18세기 이후) 관례적으로 귀족이 맡거나, 시녀 (때로는 레이디-인-웨이팅이라고도 불림)의 경우 귀족의 딸들이 맡는다. 특정 직위는 비공식적으로 특정 귀족 작위에 세습적으로 부여된다. 예를 들어, 스코틀랜드 대총경은 에롤 백작이 세습적으로 보유한다.

## 명예 시스템 내에서
귀족 작위는 영국 명예 시스템의 일부이며, 최상위 계층을 형성한다. 이 역할은 군주에 의해 귀족화되는 것이 개인과 그 후손에게 영국 귀족 계급으로의 확실한 추가를 의미하고, 그와 함께 영국 계급 시스템의 계층 내에서 정치적 권력과 이론적으로 상승된 지위를 가져왔던 시대로 거슬러 올라간다.
오늘날 대부분의 귀족 작위는 종신이며 세습이 아니므로, 귀족 작위를 부여받는다고 해서 후손이 '칭호가 있는' 영국 귀족 계급에 반드시 추가되는 것은 아니다. 대신 귀족 작위의 부여는 수여자의 사회 또는 그 일부에 대한 공헌을 명시적으로 인정하는 보상으로서 평생의 명예 칭호와 스타일을 가져오기 때문에 명예 시스템의 일부를 형성한다.
이는 세습 귀족 작위를 상속하는 사람들과는 대조적이다. 세습 귀족 작위는 칭호 상속인의 공로를 인정하여 상속되는 것이 아니라, 원래 특허장에 명시된 규칙에 따라 상속된다. '명예'는 초기 수여자(grantee)의 행동을 인정하는 것으로, 후손을 통해 기억된다. 영국은 이제 개인의 공로에 대한 명예가 보류되어야 한다는 이해 아래 새로운 세습 귀족 작위의 창설에 반대하는 추정을 가지고 있다. 이는 영국 정부와 사회의 일부 계층에서 기존 세습 귀족 작위의 상속 규칙을 변경하고, 일부 경우에는 기존 세습 귀족 작위의 폐지/철회를 요구하는 목소리로 이어졌다.
일대귀족 작위가 후손을 '칭호가 있는' 영국 귀족에 편입시키는 것을 보장하지는 않지만, 1958년 일대귀족법에 따라 임명된 일대귀족의 적법한 자녀들은 "존경하는"이라는 접두사를 붙여 자신을 지칭할 자격이 있다. 귀족들은 또한 영국 문장 당국에 문장 신청을 할 자격이 있다. 문장은 상속될 수 있으며, 일부 자료에 따르면 문장 소유자는 '칭호 없는' 영국 귀족의 일부를 형성한다.
위에서 언급했듯이, 귀족 작위는 명예 시스템의 일부를 형성하지만, 귀족 작위 지명은 명예 위원회에서 오는 것이 아니라 주권자로부터 직접 온다 (기능적으로는 정부의 조언에 따라).
귀족 작위와 함께 오는 정치적 권력을 고려할 때, 일부 평론가들은 귀족 작위가 명예 시스템과 분리되어야 한다고 제안했다. 예를 들어, 2016년 로이드-웨버 남작은 "저는 일하는 귀족이 아니라 명예로 들어갔습니다. 로비  fodder도 아닙니다. 저는 제가 모르는 것에 대해 계속 투표하라는 요청을 받는다는 사실에 지쳐 있습니다."라고 썼다. 2014년 상원 개혁법 이후 귀족들은 상원에서 사임할 수 있으며, 이에 따라 입법 권한을 포기하면서도 칭호와 스타일을 유지할 수 있다.

## 특권
귀족 특권은 귀족, 그들의 아내, 그리고 재혼하지 않은 미망인에게 속하는 특권의 총체이다. 이 특권은 의회 특권과는 다르며, 상원 의원뿐만 아니라 모든 귀족에게 적용된다. 그것은 여전히 존재하지만 "행사 기회는 이제 모호해졌다."
비록 특권의 범위가 불분명했지만, 20세기까지 세 가지 특징이 살아남았다. 즉, 대법원장 법원과 상원에서 동료 귀족에 의해 재판받을 권리 (1948년 폐지), 언제든지 군주에게 직접 접근할 수 있는 개인적인 권리 (이 특권은 오랫동안 구식화됨), 그리고 민사 체포 면제 권리 (1945년 이후 두 번만 사용된 특권). 귀족이 1963년 귀족 작위법에 따라 자신의 귀족 작위를 포기하면 모든 귀족 작위 특권은 상실된다.

### 사법 특권
귀족 특권에 따라, 귀족 자신은 탄핵, 중죄 또는 대역죄에 대해 상원에서 다른 귀족에 의해 재판받을 권리가 있었다 (배심원의 평민이 아닌). 그러한 경우 대법원장이 재판을 주재하도록 임명될 것이며 – 기능적으로는 대법관을 이 역할로 임시로 승격시키는 방식으로 이루어졌다. 제1대 멜빌 자작 헨리 던다스는 1806년 상원에서 탄핵으로 재판받은 마지막 인물이었다. 1935년 12월 제1대 헤일샴 자작 더글러스 호그는 대법관에서 대법원장으로 승격되어 상원에서 제26대 더 클리포드 남작 에드워드 러셀의 살인 혐의 재판을 주재했다. 상원에서 다른 귀족들에 의해 재판받을 권리는 1948년 1948년 형사 사법법에 따라 귀족들의 요청으로 폐지되었다.

### 봉급, 보수 및 토지
귀족으로서 자동적인 급여를 받을 권리는 없다. 여기에는 의회에서 봉사하는 귀족도 포함되는데, 그들은 (하원의 국회의원과 달리) 자신의 역할에 대한 급여를 받지 않는다. 그러나 상원에서 봉사하는 귀족은 경비를 충당하기 위해 참석하는 날마다 342파운드의 수당을 청구할 수 있다. 수도권 외곽의 귀족들이 불이익을 받지 않도록 하기 위해, 등록된 거주지가 그레이터 런던 외곽에 있는 귀족은 또한 여행 경비와 호텔 또는 유사 숙박 시설 비용으로 최대 100파운드를 청구할 수 있다. 정부에서 장관으로 봉사하는 귀족은 이러한 수당을 청구할 자격이 없으므로, 그들의 역할은 종종 명예직과 함께 주어지거나 왕실의 급여직에 임명된다. 예를 들어, 영국 상원 원내대표의 직위는 일반적으로 후자가 급여를 수반하므로 옥새상서의 명예직과 함께 임명된다. 상원 정부 원내총무는 근위 기사 명예대 대장의 역할과 함께 임명되고, 정부 부원내총무는 요먼 근위대 대장의 역할과 함께 임명된다. 이를 통해 그들은 군주 경호대의 수장으로서 왕실에서 급여를 받을 수 있다. 상원 야당 대표와 야당 원내총무의 급여는 크랜본 머니와 함께 공공 자금에서 지급되는데, 이는 상원 야당의 경비를 돕기 위한 연간 지급금이다.
비록 소수의 귀족 작위가 세습 왕실 직책과 관련되어 있더라도 — 예를 들어 국가원수 직위는 1672년부터 노퍽 공작이 일관되고 세습적으로 보유해 왔다 — 귀족 작위는 자동적으로 직책이나 특권을 부여하지 않는다. 귀족 작위가 대체한 봉건 작위 (예: 장원 영주 작위)는 대(大)봉사를 통해 보유되었기 때문에 종종 관련 왕실 직책을 가지고 있었다. 예를 들어, 링컨셔의 스크리벨스비 장원 영주는 국왕의 챔피언 직책을 보유한다.
귀족 작위는 특정 토지 권리나 특권을 자동적으로 부여하지 않으며 (대부분 대체한 봉건 작위와는 달리), 귀족 작위의 영토 지정은 어떠한 토지 소유권도 나타내지 않으며 보유자에게 해당 영토나 토지로부터 어떠한 혜택도 받을 권리를 부여하지 않는다. 예를 들어, 솔즈베리 후작은 웰린가든시티 아래의 광물 권리를 소유하고 있지만, 이는 귀족 작위 때문이 아니라 이러한 권리를 부여한 별도의 역사적인 봉건 작위 "해트필드 장원 영주"를 소유하고 있기 때문이다. 이에 대한 매우 제한적인 역사적 예외는 체스터 백작에게 속한 체스터의 팔라틴 백국, 1830년까지 일부 제한된 특권을 보유했던 콘월 공국, 그리고 콘월 공작에게 부여된 랭커스터 공국이다. 이 두 작위는 전통적으로 왕위 계승자가 보유하는 왕실 귀족 작위이다. 랭커스터 공국도 존재하지만, 귀족 작위와는 관련이 없으며, 대신 군주가 보유하는 랭커스터 공작의 예우 칭호이다. 아일랜드에도 팔라틴 구역이 있었는데, 가장 주목할 만한 것은 데스몬드 백작과 티퍼레리주의 오몬드 백작 (아일랜드)의 팔라틴 구역이었다. 후자는 1715년 티퍼레리 팔라틴 백국법에 의해 폐지될 때까지 존재했다. 스코틀랜드에서는 14세기 스트래스언 백작령이 팔라틴 백국으로 확인되었지만, 스트래스언 백작 작위는 그 후 세기 동안 왕실과 합쳐지는 경우가 많았으며, 스트래스언의 지위가 실제로는 다른 스코틀랜드 백작령과 다르다는 징후는 거의 없다.
귀족 작위, 특히 세습 귀족 작위는 대규모 토지 내에 위치한 컨트리 하우스와 관련이 있지만, 둘 사이에는 명시적인 공식적인 연관성이 없으며, 많은 세습 귀족은 이제 조상들이 소유했던 컨트리 토지와 분리되어 있으며, 많은 일대귀족은 그러한 토지를 소유한 적이 없다. 역사적으로 일부 귀족은 봉건 시대의 매너하우스를 상속받았고, 다른 귀족은 새로운 대규모 주택을 지었거나, 나중에 대영 제국이나 산업 혁명으로 축적한 부로 컨트리 토지를 구입했다. 일부 컨트리 하우스는 제1대 말버러 공작에게 블레넘궁처럼 "국가에 의해" 귀족에게 주어졌고, 제1대 넬슨 백작에게 트라팔가 파크처럼 주어졌다. 역사적으로 일부 세습 귀족은 후손에 의해 토지가 귀족 작위와 분리되는 것을 막고 장자 상속제 관행을 강화하기 위해 한정 상속을 사용했다. 한정 상속 관행은 20세기 전반에 걸쳐 본질적으로 폐지되었으며, 많은 귀족과 젠트리 구성원들은 정치적 및 경제적 변화로 인해 자신들의 토지를 팔아야 했다.

### 접근
귀족은 언제든지 군주를 알현할 이론적 권리를 유지하고 있지만, 이 특권은 오랫동안 구식화되었다. 상원에서 봉사한 귀족 (퇴직자 포함)은 상원 식당에서 식사할 권리가 있으며, 최대 6명의 손님을 데려올 수 있다. 귀족은 또한 블랙 로드 여사의 재량에 따라 자신과 가족을 위한 결혼식과 세례를 위해 웨스트민스터 궁의 성 마리아 언더크로프트 예배당을 사용할 수도 있다.

### 공식 및 문장 특권
특정 개인 특권은 많은 귀족과 귀족 부인에게 부여된다. 예를 들어, 스코틀랜드의 애솔 공작은 유럽에서 유일하게 합법적인 사병 집단인 애솔 하이랜더스를 소유할 수 있다. 이것은 빅토리아 여왕이 부여한 특권이다. 또한 스코틀랜드에서 현재 4명의 귀족은 로드 라이언 법원에서 인정하는 사설 문장관을 임명할 수 있다 (비록 이는 주로 귀족 작위와는 명목상 별개인 씨족 족장으로서의 자격이지만).
방패잡이 및 특정 투구의 부여와 같이 귀족에게 독점적이거나 거의 독점적인 여러 문장 특권이 있다.

### 사회적 특권
상원 요트 클럽과 같이 귀족만을 위해 조직된 공식 및 사교 클럽이 있다. 2015년까지 상원의 귀족들은 상원 지하에 위치한 사격장에 가입할 수 있었다.
정식으로 인정된 특권은 아니지만, 귀족들은 역사적으로 주지사 임명의 상당 부분을 차지해 왔다. 주지사는 해당 주의 군주 대리인이다. 최근 몇 년간 다양성이 증대되었지만, 여전히 많은 임명직이 귀족에 의해 유지되고 있다. 또한, 정식 특권은 아니지만, 귀족들은 왕실 가든 파티, 왕실 결혼식, 왕실 장례식의 초대 명단에 자주 포함된다. 귀족들은 또한 가터 훈장과 시슬 훈장뿐만 아니라 로열 빅토리아 훈장의 고위 계층 임명에도 상당수를 차지하며, 이들 모두는 전적으로 주권자의 재량에 따라 임명된다. 귀족들은 종종 다른 상류 사회의 사회적 임명에도 참여한다. 예를 들어, 애스콧의 국왕 대리인은 일반적으로 귀족이 맡는 직책이다.
오늘날 귀족 작위의 주요 공식 사회적 구별은 일대귀족과 일부 세습 귀족에게 주어지는 상원 접근권을 제외하고는 그에 따라 부여되는 칭호와 형식이다.

## 귀족 작위의 역사

### 남작령의 진화
현대의 의회 귀족 작위는 잉글랜드 봉건제 시대에 등장한 중세 남작령 시스템의 후계이다. 봉건제는 1066년 정복왕 윌리엄에 의해 잉글랜드에 도입되었고, 1124년 데이비드 1세가 헌팅던 백작으로서 잉글랜드에서 살다가 스코틀랜드 왕위에 오르면서 스코틀랜드에 도입되었다.
남작령은 봉건적인 토지 소유의 한 형태로, 개인이 왕에 의해 그의 식읍으로 임명되었다. 즉, 왕을 유일한 상위 영주로 하여 봉건 영주 권한으로 토지를 보유하고 해당 영토에 대한 법적 관할권 (남작 법정)을 부여받은 사람들이었다. 국가는 많은 "장원"으로 나뉘었고, 장원의 소유자는 남작으로 알려지게 되었다. 많은 장원을 소유한 사람들은 "대남작"으로 알려졌고, 적은 장원을 소유한 사람들은 "소남작"이었다. 일부 다른 관직 보유자들, 예를 들어 고위 성직자들과 오항동맹의 자유민들도 "남작"으로 간주되었다. 남작령은 봉건 귀족의 모든 구성원을 포괄적으로 지칭하는 용어였다. 남작령은 '상위 영주'였으므로 '영주'라는 용어가 칭호로 사용되게 되었다.
옛 봉건 제도 하에서 일부 영주들은 재봉건과 같은 권한을 통해 사실상 자신만의 칭호를 만들 수 있었다. 예를 들어 체스터 백작이 만든 할튼 남작령이나 데스몬드 백작이 만든 아일랜드 세습 케리의 기사가 그러했다. 1290년 퀴아 엠토레스 법과 같은 법률을 통해 이러한 권한은 축소되었고, 칭호를 만들 권한은 군주에게만 배타적으로 주어지게 되었다.

### 초기 의회
현대의 귀족 작위 시스템은 12세기와 13세기 잉글랜드 왕들이 남작들에게 의회 참석 권한을 부여하던 관습의 잔재이다. 14세기 후반에 이 권리 (또는 "칭호")는 법령으로 부여되기 시작했고, 칭호는 장원 제도의 장자 상속제 하에서 다른 장원 재산과 함께 상속되었다.
의회에 참석해야 하는 의무는 왕으로부터 왕실 봉사 명목으로 토지를 보유한 사람들에게는 의무이자 특권이었다. 즉, 왕의 남작이 왕실 군사 봉사를 위해 기사와 병력을 모집할 책임이 있는 봉건 계약 하에 있었다.
왕이 남작들을 왕실 회의에 소집할 때, 대남작들은 군주에 의해 개별적으로 소집되었고, 소남작들은 보안관을 통해 소집되었다. 보안관은 앵글로색슨 시대의 지방 사법 관직으로, 이전에는 테인 계급에서 선출되었다.
1254년 잉글랜드에서는 소남작의 소환이 중단되었고, 의회 참석권 또는 "칭호"는 1265년부터 소환 영장 형태로 법령에 의해 부여되기 시작했다. 이 대남작 단체는 상원으로 발전했다. 1215년에 처음 발의된 마그나 카르타는 "어떤 자유민도 동료들의 합법적인 판단에 의해서가 아니면 어떤 방식으로도 체포되거나, 투옥되거나, 박탈되거나, 추방되거나, 파멸되거나, 어떤 방식으로도 기소되지 않는다"고 선언했고, 따라서 이 대남작 단체는 서로의 "귀족"으로 간주되었으며, 에드워드 2세 통치 기간 동안 이러한 귀족들을 "귀족 작위"라고 부르는 것이 일반화되었다.
한편, 영지 기반의 작은 봉읍 소유자들은 의회 소환이 중단되었다. 따라서 장원 소유의 공식적인 정치적 중요성은 감소하여, 남작 지위가 영토 소유와 연결된 것이 아니라 개인적인 칭호가 되었다.
결국 '소환 영장' 발급은 중단되었고, 특허증이 새로운 영주 작위를 만들기 위해 사용되었다. 새로운 영주들은 1388년부터 특허증에 의해 의회에 소환되었다. 특허에 의해 처음으로 만들어진 남작은 제4대 보샴 남작 존 드 보샴으로, 리처드 2세의 통치 기간이었다.
봉건 남작령은 항상 장자 상속제에 의해 세습 가능했지만, 벌금 지불 조건이 있었다. 이 벌금은 라틴어 동사 levo에서 유래한 "구호금"이라고 불리며, '들어 올리다'를 의미하여 이전 명예로운 지위로의 "재승격"을 의미한다. 14세기 초에는 귀족 작위의 세습적 성격이 잘 발전되었다. 왕실 자체가 세습적인 영예였으므로, 상원 의석도 마찬가지로 세습되는 것이 당연해 보였다. 남작령과 다른 귀족 칭호는 1660년 봉건 영지 폐지법에 의해 봉건적 보유권이 폐지되면서 무조건적으로 세습 가능하게 되었다.

### 봉건제에서 전환
그리하여 시간이 흐르면서 소환 영장에 의한 남작령은 사실상 세습 귀족 작위가 되었고, 이는 원래 소환 영장을 발급한 자의 의도가 아니었을지라도 그러했다. 1660년 봉건 영지 폐지법에 따라, 상속된 소환 영장이 확립되지 않은 많은 나머지 토지 기반 남작령은 소환 영장에 의한 남작령으로 전환되어 다른 귀족 작위와 일치하게 되었다.
비세습적인 "종신 귀족 작위"는 귀족 작위 초기에 자주 만들어졌지만, 1876년 항소 관할법과 1958년에는 더 일반적으로 의회 법에 의해 정기적인 생성이 허용되지 않았다.
백작 작위는 앵글로색슨 시대까지 거슬러 올라간다. 공작과 후작 작위는 14세기에 도입되었고, 자작 작위는 15세기에 도입되었다.

## 계급
귀족은 계급 순서대로 다섯 가지 등급이 있다.
- 공작은 '지도자' (일반적으로 군대의)를 의미하는 라틴어 dux에서 유래했다. 영국 제도의 귀족 작위에서 최초의 공작은 1337년에 창설되었다. 여성형은 공작 부인이다.
- 후작은 프랑스어 marquis에서 유래했으며, 이는 marche 또는 march의 파생어이다. 이는 잉글랜드, 스코틀랜드, 웨일스 간의 경계 ('변경백')를 지칭하며, 여성형인 Marchioness에서 더욱 명확하게 드러난다. 영국 제도의 귀족 작위에서 최초의 후작은 1385년에 창설되었다. 이들은 "변경백"으로 알려진 봉건 개념을 대체한다.
- 백작은 고대 영어 또는 앵글로색슨어 eorl에서 유래했으며, 고귀한 혈통이나 계급의 남자를 의미한다. 이 의미는 데인로 시대에 고대 노르드어 jarl (자유롭게 태어난 전사 또는 귀족)의 영향을 받아 현대적인 의미를 가지게 되었을 수도 있다. 이들은 대륙의 백작과 동등하다. 이 용어에 대한 여성형 고대 영어 또는 고대 노르드어 동의어가 없었기 때문에 '카운테스'가 사용된다 (백작은 대륙의 '백작'에 해당하기 때문). 이는 라틴어 comes ('동반자')에서 유래했다. 이 계급은  800c.–1000년에 창설되었다. 스코틀랜드 귀족 작위에서는 모메어 칭호가 13세기에 스코틀랜드 게일어가 점차 스코틀랜드의 지배적인 통속어로 대체되면서 백작 작위로 발전했다.
- 자작은 라틴어 vicecomes에서 유래했으며, '부백작'을 의미한다. 즉, 백작보다 아래 (자신이 대륙의 백작과 동등한 백작보다 낮은 계급임을 나타낸다)를 의미한다. 이 계급은 1440년에 창설되었다. 여성형은 자작 부인이다.
- 남작은 고대 게르만어 baro에서 유래했으며, '자유인'을 의미한다. 이 계급은 1066년에 창설되었다. 잉글랜드에서는 이것이 처음에는 노르만인이 도입한 봉건 칭호였으며 점차 귀족 작위로 통합되었다. 스코틀랜드 귀족 작위에서만 다섯 번째 계급의 보유자는 '남작'이 아니라 '의회 영주'라고 불린다. 잉글랜드에서처럼 스코틀랜드의 남작은 전통적으로 봉건적 존엄의 보유자였지만, 스코틀랜드는 1707년 연합법과 그레이트브리튼 귀족 작위의 도입까지 남작을 귀족 작위로 채택하지 않았다. 스코틀랜드 귀족 작위의 현존하는 의회 영주 외에도, 많은 스코틀랜드 남작령은 여전히 존재하지만 귀족 작위 시스템의 일부는 아니다. 남작의 여성형은 남작 부인이다.

준남작은 세습 작위 보유자이지만 귀족은 아니며, 사회적으로는 귀족 계급의 일부로 간주된다.
장원 영주는 귀족이 아니며, 대신 잉글랜드 봉건 제도의 잔재이다. 그들은 역사적으로 잉글랜드 젠트리 및 연합 왕국 계급 구조 내의 스콰이어층과 관련이 있으며, 많은 귀족 또한 장원 영주일 수 있다. 오늘날 장원 영주의 지위는 종종 에스콰이어 계급과 관련이 있다. 마찬가지로 스코틀랜드에서 지주는 귀족 시스템의 일부가 아니지만, 로드 라이언에 의해 이름의 일부로서 영토 지정의 인정을 부여하는 크고 오랫동안 확립된 스코틀랜드 영지의 소유자에게 적용되는 예우 칭호이다.
기사, 데임, 그리고 다른 영국 비세습 기사단, 훈장, 메달 보유자들은 마찬가지로 귀족이 아니다. 아일랜드의 세습 기사도 귀족이 아니다 (단 세 개의 그러한 칭호만 만들어졌다).

## 귀족의 종류

### 세습 귀족
세습 귀족은 세습될 수 있는 귀족 작위를 가진 귀족이다. 상속할 수 있는 사람들은 "남은 사람"이라고 불린다. 세습 귀족 작위는 소환 영장이나 특허증에 의해 생성될 수 있다. 전자의 방법은 현재 구식이다. 소환 영장은 옛 봉건제 전통에 따라 개인을 의회로 소환하며, 세습 귀족 작위의 존재 또는 창설을 단순히 암시하며, 이는 아마도 전통적인 중세 규칙 (2011년까지 영국 왕위 계승과 같은 남성 우선 장자 상속제)에 따라 자동으로 상속된다. 특허증은 명시적으로 작위를 생성하고 그 상속 경로를 지정한다 (일반적으로 남성 후손 승계, 살리카 법과 유사). 일부 세습 작위는 공동 상속인이라고 불리는 시스템에서 여성 상속인을 통해 상속되고 귀속될 수 있다. 2013년 왕위 계승법이 왕위 계승 서열에서 남성 우선 상속제를 절대 장자 상속제로 대체한 후, 일부 세습 귀족의 딸들은 세습 귀족 작위의 규칙을 맞추기 위해 변경할 것을 요구했다. 2018년 세습 귀족의 딸 다섯 명이 아버지의 작위를 상속받아 상원에 선출되는 것을 막는 법률에 이의를 제기하기 위해 유럽 인권 재판소에 소송을 제기했다.
일단 창설되면, 귀족 작위는 첫 번째 보유자의 적법한 후손 (또는 적법한 부계 후손)이 살아있는 한 계속 존재하며, 특허장에 다른 계승 방식이 명시되지 않는 한 그렇다. 원래 귀족의 상속인이 모두 사망하면, 귀족 작위는 소멸된다. 과거에는 귀족 작위가 종종 의회 법률에 의해 몰수되었는데, 일반적으로 귀족이 반역죄로 유죄 판결을 받았을 때였다. 그러나 종종 범죄를 저지른 귀족의 후손이 주권자에게 가족에게 작위를 회복시켜 달라고 성공적으로 청원했다. 노퍽 공작과 같은 일부 작위는 여러 번 몰수되고 회복되었다. 1963년 귀족 작위법에 따라 개인은 작위를 상속받은 지 1년 이내에 자신의 평생 동안 자신의 귀족 작위를 포기할 수 있다.
귀족 작위 보유자가 왕위에 오르면, 그 작위는 "왕실에 합병"되어 소멸된다.
잉글랜드, 스코틀랜드, 그레이트브리튼, 그리고 연합 왕국의 귀족 작위의 모든 세습 귀족은 연령과 시민권과 같은 자격 조건에 따라 상원에 앉을 권리가 있었지만, 1999년 상원법의 제1조에 따라 이 권리를 상실했다. 이 법은 대궁내대신과 국가원수를 포함한 92명의 세습 귀족과 상원의 상임 명령을 통해 면제된 90명의 세습 귀족이 의회 구성원 개혁이 있을 때까지 잠정적으로 상원에 남을 것이라고 규정했다. 상임 명령 제9조는 면제된 사람들은 상원 내 각 정당 그룹에서 자신들의 인원수에 비례하여 선출된 75명의 세습 귀족과 상원의 임원으로 봉사하기 위해 전체 상원에서 선출된 15명이라고 규정한다.

### 대표 귀족
1707년부터 1963년까지 스코틀랜드 귀족들은 16명의 스코틀랜드 대표 귀족을 선출하여 상원에 앉혔다. 1963년부터 그들은 연합 왕국 귀족들과 동일한 권리를 가졌다. 1801년부터 1922년까지 아일랜드 귀족들은 28명의 아일랜드 대표 귀족을 선출하여 상원에 앉혔다. 1922년 아일랜드 자유국이 별도의 국가가 된 이후, 아일랜드 대표 귀족은 선출되지 않았지만, 현역 의원들은 종신으로 의석을 유지했다.

### 일대귀족
세습 귀족 작위 외에도, 종신으로 유지되며 그 칭호를 다른 사람에게 상속할 수 없는 귀족 작위가 존재한다. 1876년 항소 관할법과 1958년 일대귀족법은 상원에 앉을 권리를 가진 일대귀족 작위의 정기적인 창설을 허가한다. 두 법률에 따라 창설된 일대귀족은 남작 계급이며 항상 특허증에 의해 창설된다.
1999년 상원법의 결과로 세습 귀족들이 상원에 앉을 권리를 상실한 이후, 상원의 대다수는 일대귀족으로 구성된다. 군주가 일대귀족법에 따라 창설할 수 있는 귀족 작위의 수에는 제한이 없다. 일반적으로 일대귀족 작위는 정당이나 상원 임명 위원회가 지명한 개인에게 수여되며, 은퇴하는 정치인, 현역 고위 판사, 고위 군인 등을 표창하기 위해 수여된다.
2009년 10월 1일 영국 대법원이 공식 개원하기 전까지, 항소 관할법에 따라 창설된 일대귀족은 "상임항소법관" 또는 통칭 "법관"으로 알려졌다. 그들은 상원의 사법 기능을 수행하고 추밀원 사법위원회에서 봉사했다. 그들은 종신 귀족으로 남았지만, 75세에 사법 급여를 받지 않게 되었다. 이 법률의 조항에 따라, 75세 미만의 상임항소법관은 한 번에 12명 이상 있을 수 없다. 그러나 상원의 사법 기능이 영국 대법원으로 이전된 후, 이 법은 더 이상 의미 있는 효력을 갖지 않게 되었다.
2014년 상원 개혁법과 2015년 상원 (추방 및 정직) 법에 따라 일대귀족은 다음 네 가지 방법 중 하나로 상원 의원직을 영구적으로 상실할 수 있다.
- 의회 사무관에게 서면으로 사임하거나 은퇴하는 경우
- 휴회 없이 6개월 이상의 회기 동안 한 번도 상원 회의에 참석하지 않거나, 해당 회기 동안 정직되거나, 특별한 상황으로 상원에서 면제되지 않는 경우 자동 추방
- 1년 이상의 징역형을 선고받은 형사 범죄로 유죄 판결을 받은 경우 자동 추방
- 상원의 결의에 의한 추방[19][20]

이러한 규정은 상원 의원직을 상실하는 것에 대한 것이지만, 세습 귀족이 자신의 귀족 작위를 포기할 수 있는 것과 같은 방식으로 일대귀족이 자신의 귀족 작위를 포기할 수 있도록 허용하지는 않는다.

## 칭호의 형태
귀족의 칭호는 "(계급) (칭호명)" 또는 "(계급) 오브 (칭호명)" 형식이다. 칭호의 이름은 지명이나 성씨 또는 둘의 조합일 수 있다 (예: 노퍽 공작 또는 스펜서 백작). 정확한 사용법은 귀족 작위의 계급과 기타 일반적인 고려 사항에 따라 달라진다. 예를 들어, 공작은 항상 "of"를 사용한다. 지명을 기반으로 하는 후작과 백작은 일반적으로 "of"를 사용하지만 (예: 뷰트 후작과 앨사 후작), 성씨를 기반으로 하는 칭호는 일반적으로 사용하지 않는다 (예: 케들스턴 커즌 후작과 튜니스 알렉산더 백작). 자작, 남작, 그리고 의회 영주는 일반적으로 "of"를 사용하지 않는다. 그러나 규칙에는 몇 가지 예외가 있다. 예를 들어, 스코틀랜드 자작 칭호는 이론적으로 "of"를 포함하지만, 실제로는 일반적으로 생략된다 (예: "팔클랜드 자작"은 일반적으로 "팔클랜드 자작"으로 알려져 있다).

### 복수, 복합 및 기타 이름
성씨와 지명이 귀족 작위로 흔히 사용되었지만, 다른 형태의 칭호를 만드는 것도 가능하다. 예를 들어, 기존의 양성 쓰기 성씨가 칭호로 사용되었고 (예: 버데트-커츠 남작 부인과 스펜서-처칠 남작 부인), 다른 양성 쓰기 성씨가 귀족 작위 자체를 위해 만들어지기도 했다 (예: 조지-브라운 경). 이와 유사하게, 일부 귀족 작위는 성씨를 결합하여 만들어지기도 했고 (예: 레버흄 자작은 윌리엄 레버가 자신과 아내의 성씨인 흄을 결합하여 만들었다), 또는 다른 이름을 결합하여 만들기도 했다 (예: 앨런브룩 자작은 앨런 브룩이 자신의 이름과 성을 결합하여 만들었다).
"복수" 및 "복합" 귀족 작위도 진화했다. 한 개인이 업적이나 상속을 통해 하나 이상의 귀족 작위 (같은 계급)를 축적하여 이러한 작위의 '복합'으로 알려질 수 있다 (예: "부클루 공작령 (1663년 창설)과 퀸즈베리 공작령 (1684년 창설)이 원래는 별개로 창설되었지만 제3대 부클루 공작이자 제5대 퀸즈베리 공작 헨리 스콧과 그의 후손의 인물에서 통합되었다).
한편, "복합" 귀족 작위는 세이앤드셀 남작 (1440년 창설)과 브로검앤보 남작 (1830년 창설)과 같이 두 개 이상의 이름을 복합하여 특별히 창설된 칭호를 의미한다. 마지막으로 창설된 세습 복합 작위 (각 계급별)는 클라렌스 애번데일 공작 (1890년 창설), 애버딘 테마이어 후작 (1916년 창설), 스트라스모어 킹혼 백작 (1937년 창설), 뉴리 모른 자작 (1822년 창설), 달링 불워 남작 (1871년 창설)이었다.

### 지리적 연관성
특히 남작과 자작의 경우, 본래의 귀족 칭호에 영토 지정이 자주 추가된다. 예를 들어, 케스테벤 남작 부인 대처 (링컨셔주 케스테벤) 또는 알라메인의 몽고메리 자작 (서리주 힌드헤드)과 같다. 쉼표 뒤의 지정은 본래 칭호의 일부를 구성하지 않는다. 칭호의 영토 지정은 지방 정부 개혁에 따라 업데이트되지 않지만, 새로운 칭호는 이를 고려한다. 따라서 옥스퍼드셔주 캐버샴의 놀리스 남작 (1902년 창설)과 버크셔주 캐버샴의 피트케스리 남작 부인 (1997년 창설)이 있다.
한때 귀족이 자신의 칭호와 관련된 장소를 통치했었지만 (예를 들어 백작이 고위 보안관 또는 주요 지주로서 카운티를 통치하는 것), 노르만 시대 초기 이후로는 영지 기반의 영주권이 흔하지 않았다. 특정 토지 권리와 관련된 유일하게 남아 있는 귀족 작위는 왕의 장남이자 상속인이 보유하는 콘월 공작 (장소)과, 왕의 정부가 자본과 모든 자본 이득을 소유하는 랭커스터 공작 (장소)으로서, 규칙적인 수입(수익)이 이 공작령에 귀속된다. 두 경우 모두 이 지역에서 주인 없는 재산의 특정 기능으로 인해, 이 칭호들은 보유자의 전체 영토 지정에 걸쳐 권리를 부여하며, 현재 보유자가 등록된 자선 단체에 기부한다. 카운티보다 작은 별도의 재산들이 두 공작령의 대부분을 형성한다.

## 형식과 호칭

### 형식
공작은 His Grace, 후작은 The Most Honourable, 다른 귀족은 The Right Honourable을 사용한다. 귀족 부인들 (자신이 귀족 작위를 소유하거나 귀족의 아내이거나)은 동등한 형식을 사용한다.

### 경칭
로드 또는 레이디라는 칭호를 사용하는 개인들이 반드시 귀족인 것은 아니다. 사법, 성직 및 기타 왕실 직책 보유자들은 종종 직책의 결과로 예우 칭호로서 "로드" 또는 "레이디"라는 칭호를 받는다. 그러나 봉건 작위를 보유한 사람들은 결코 "로드"라는 경칭을 받지 않는다. 예를 들어, 장원 영주는 찰스 S, [지명] 장원 영주/레이디로 지칭될 수 있지만, 로드 찰스 S 오브 [지명]이라고 불리지는 않는다.
구어체에서는 공작이나 공작 부인을 제외한 모든 귀족이나 귀족 부인은 X 경 또는 X 부인으로 불린다. 예외는 자신의 권리로 남작 부인 (즉, 자신의 권리로 작위를 보유하는 사람, 일반적으로 일대귀족 부인)이며, 이들은 일반적인 구어체에서 남작 부인 X라고도 불릴 수 있지만, 레이디 X도 흔히 사용된다. 따라서 대처 남작 부인은 자권 일대귀족이었으므로 "대처 남작 부인" 또는 "대처 부인"으로 불렸다. "남작 부인"은 스코틀랜드 의회 영주권 여성 보유자에게는 잘못된 호칭인데, 그들은 남작 부인이 아니기 때문이다. 예를 들어, 제21대 솔툰 부인은 "솔툰 부인"으로 알려졌지 "솔툰 남작 부인"으로는 알려지지 않았다.
귀족은 자신의 성과 같더라도 자신의 귀족 작위로 불린다. 따라서 오언 남작은 "오언 경"이지 "데이비드 오언 경"이 아니다. 비록 그러한 잘못된 형태가 흔히 사용되지만 말이다.
일부 귀족, 특히 귀족이 되기 전에 잘 알려진 일대귀족은 자신의 귀족 작위를 사용하지 않는다. 다른 귀족은 조합을 사용한다. 예를 들어, 작가 존 줄리어스 노리치는 제2대 노리치 자작 존 줄리어스 쿠퍼였다.
귀족의 자녀는 예우 칭호라는 특별한 칭호를 사용한다. 공작, 후작 또는 백작의 법정추정상속인은 일반적으로 아버지의 가장 낮은 귀족 작위를 자신의 작위로 사용한다. 따라서 데번셔 공작의 아들은 하팅턴 후작이라고 불린다. 이러한 법정추정상속인은 예우 귀족이라고 불리지만, 상속받을 때까지는 평민이다 (단, 신속 소환 영장에 의해 소환되지 않는 한).
공작과 후작의 젊은 아들은 자신의 이름 앞에 경을 붙여 예우 칭호로 사용하며, 공작, 후작, 백작의 딸은 레이디를 사용한다. 백작의 젊은 아들과 자작, 남작, 의회 영주의 자녀는 더 아너러블을 사용한다.
이혼한 귀족 부인들은 "남편에게서 얻은 귀족 부인의 특권이나 지위를 주장할 수 없다." 공작의 이혼한 전처는 더 이상 공작 부인이 아니더라도 여전히 자신의 이름을 칭호 앞에 붙여 칭호를 사용할 수 있다 (정관사 the 없이). 그녀의 이름은 주로 전 남편의 새로운 아내와 구별하기 위해 사용된다. 그러나 전 남편이 미혼으로 남아 있다면, 전처는 자신의 이름 없이 칭호를 계속 사용할 수 있다. 귀족의 전처가 재혼하면, 그녀는 이혼한 귀족 부인의 스타일을 잃고 새 남편과 관련된 스타일을 갖게 된다. 예를 들어, 루이즈 팀슨은 아가일 공작과 결혼했을 때 아가일 공작 부인 각하로 알려졌지만, 이혼 후 루이즈, 아가일 공작 부인이 되었고, 이 스타일은 그녀가 재혼한 후 로버트 팀슨 부인으로 알려지면서 결국 상실했다.

## 예복

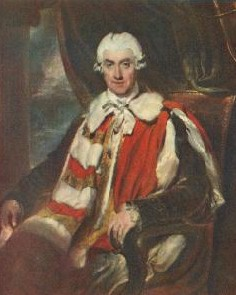
귀족들은 자신의 계급에 따라 디자인이 달라지는 의례용 예복을 착용한다.

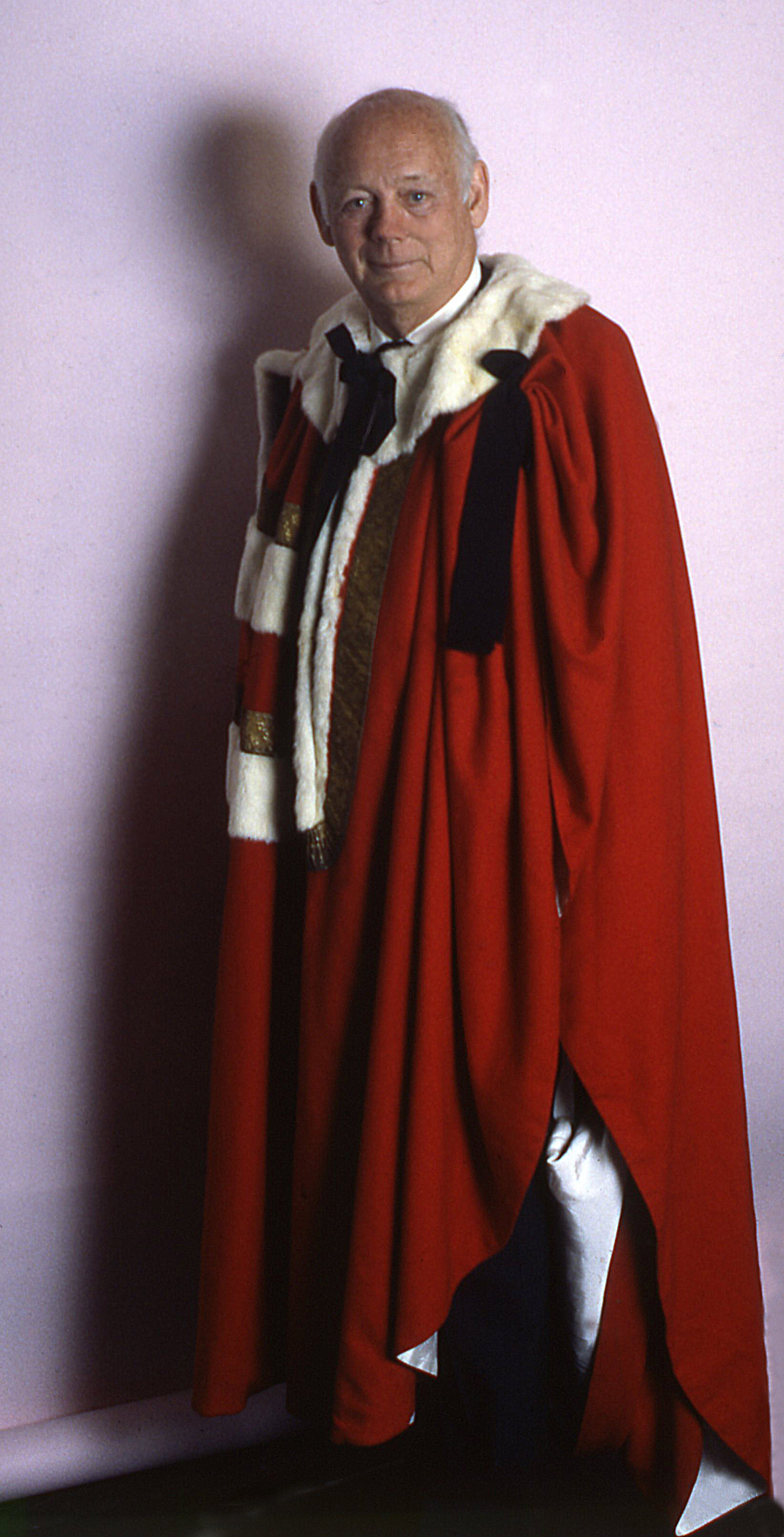
제3대 몬태규 오브 불리유 남작 에드워드 더글러스-스콧-몬태규가 남작의 의회 예복을 입고 있다.

### 예복
영국에서는 현재 의례적인 경우에 귀족 작위 예복을 착용한다. 이 예복은 두 가지 종류가 있다. 귀족이 소개되거나 영국 의회 개원식과 같은 경우에 상원에서 입는 의회 예복과, 군주 대관식에서 입는 대관식 예복이다. 이 예복의 털 세부 사항은 귀족의 계급에 따라 다르다.
중세 초기부터 예복은 귀족의 상징으로 착용되었다. 처음에는 군주나 봉건 영주가 특별한 인정의 표시로 개인에게 수여한 것으로 보이지만, 15세기에는 예복 사용이 공식화되어 귀족들이 모두 같은 기본 디자인의 예복을 착용하게 되었고, 착용자의 계급에 따라 다양하게 변형되었다.

### 소관 및 머리 장식

공작/공작 부인

후작/후작 부인

백작/백작 부인

자작/자작 부인

남작/남작 부인

영국에서는 귀족이 소관을 단 한 번 착용한다. 즉, 군주 대관식에서 대관식 예복과 함께 착용한다.
- 공작 또는 공작 부인의 소관에는 여덟 개의 딸기 잎이 있다.
- 후작 또는 후작 부인의 소관에는 네 개의 딸기 잎과 네 개의 은구슬 ("진주"라고도 불림)이 있다.
- 백작 또는 백작 부인의 소관에는 여덟 개의 딸기 잎과 여덟 개의 "진주"가 줄기에 솟아 있다.
- 자작 또는 자작 부인의 소관에는 서로 맞닿은 열여섯 개의 "진주"가 있다.
- 남작 또는 남작 부인, 또는 스코틀랜드 귀족 작위의 의회 영주 또는 귀족 부인의 소관에는 여섯 개의 "진주"와 다른 소관의 보석 모양 장식이 없는 평범한 원형 띠가 있다.

엘리자베스 2세의 1953년 대관식에서 사용된 예복과 소관은 약 1,250파운드가 들었다 (현재 가치로 약 £35,700에 해당한다). (그러나 백작 미만의 귀족은 1953년에 소관 대신 더 저렴한 "영지 모자"를 착용할 수 있었고, 같은 계급의 귀족 부인들도 마찬가지였다. 이들에게는 더 단순한 예복 (노먼 하트넬이 디자인한 몸에 두르는 털 망토가 있는 원피스 가운)도 허용되었다).
의회 예복과 함께 검은 모자를 착용하는 것이 관례였다. Wriothesley Garter Book은 1523년 의회 개원식의 현대적 삽화를 제공한다. 당시 두 공작은 의회 예복과 함께 소관을 착용하는 것으로 묘사되어 있지만, 다른 세속 영주들은 모두 검은 모자를 착용하고 있다. 성직 영주들은 특유의 예복과 함께 주교관을 착용하고 있다. 주교관은 종교 개혁 이후 착용이 중단되었고, 의회에서 모자 착용은 가발이 유행하면서 대부분 중단되었다. 오늘날에는 오직 귀족 위원의 복장의 일부로만 남아 있으며, 의회 예복과 함께 착용한다. 남성의 경우 이각 모자 (검은 비버 모자에 실크 그로스그레인 리본으로 테두리 장식), 여성의 경우 삼각 모자 형태이다. (상원에 귀족을 소개할 때 이 모자를 사용하는 것은 1998년에 중단되었다.)

## 서열
귀족들은 그들의 계급 때문에 특별한 서열을 가질 자격이 있다. 귀족의 아내와 자녀도 그들의 지위 때문에 특별한 서열을 가질 자격이 있다.
주권자는 명예의 원천으로서 귀족이나 다른 사람들의 서열을 변경할 수 있다. 예를 들어, 엘리자베스 2세는 그녀의 남편인 필립 공에게 그녀 바로 다음의 서열을 부여했다. 그렇지 않았다면 그는 연합 왕국 귀족 작위의 다른 공작들과 같은 서열에 있었을 것이다.

### 일반 서열
잉글랜드와 웨일스에서 주권자가 첫 번째로, 그 다음으로 왕족이 뒤따른다. 그 다음으로 캔터베리 대주교와 요크 대주교, 국무대신 및 총리와 같은 다른 중요한 국가 공무원들이 뒤따른다. 그 다음으로는 공작이 후작보다 먼저 오고, 후작은 백작보다 먼저 오고, 백작은 자작보다 먼저 오고, 자작은 주교보다 먼저 오고, 주교는 남작과 의회 영주보다 먼저 온다.
각 귀족 계급 내에서, 잉글랜드 귀족은 스코틀랜드 귀족보다 우선한다. 잉글랜드와 스코틀랜드 귀족은 함께 그레이트브리튼 귀족보다 우선한다. 위에서 언급된 모든 귀족은 1801년 이전에 창설된 아일랜드 귀족보다 우선한다. 마지막으로 1801년 이후 창설된 아일랜드 귀족과 연합 왕국 귀족이 온다. 같은 계급 및 귀족 작위의 귀족들 사이에서는 칭호 창설에 따라 우선순위가 결정된다. 즉, 칭호가 더 일찍 창설된 귀족이 나중에 창설된 귀족보다 우선한다. 그러나 어떤 경우에도 낮은 계급의 귀족이 높은 계급의 귀족보다 우선하지 않는다. 예를 들어, 마지막으로 비왕실 공작으로 창설된 파이프 공작은 윈체스터 후작보다 먼저 오지만, 윈체스터 후작의 칭호가 더 일찍 창설되었고 더 상위 귀족 작위 (잉글랜드 귀족 작위)에 속한다.
남성의 서열에서 귀족의 위치는 여성의 서열에서 그의 아내가 차지한다. 단, 특정 칭호의 사별 귀족 부인은 같은 칭호의 현 보유자보다 우선한다. 귀족 (및 수오 주레 귀족 부인)의 자녀도 특별한 서열을 얻는다. 다음 알고리즘을 사용하여 그들의 서열을 결정할 수 있다.
- X 계급 귀족의 장남은 X-1 계급 귀족 다음에 온다.
- X 계급 귀족의 젊은 아들은 X-1 계급 귀족의 장남 다음에 온다.
- 아내는 남편의 서열에 해당하는 서열을 갖는다.
- X 계급 귀족의 딸은 X 계급 귀족의 장남의 아내 다음에 온다.

그러나 시간이 지남에 따라 다양한 직책이 서열의 다른 지점에 삽입되어 서열이 변경되었다.
공작의 장남은 후작 다음에, 후작의 장남과 공작의 젊은 아들은 백작 다음에, 백작의 장남과 후작의 젊은 아들은 자작 다음에 온다. 자작의 장남, 백작의 젊은 아들, 남작의 장남은 그 순서대로 남작 뒤에 오며, 궁내부 회계관, 궁내부 감사관, 궁내부 부차관과 국무장관은 그들과 남작 사이에 삽입된다. 자작의 젊은 아들, 남작의 젊은 아들은 위에서 언급한 남작의 장남 뒤에 오며, 가터 훈장과 시슬 훈장의 기사, 추밀원 위원 및 고위 판사는 그들과 남작의 장남 사이에 삽입된다.
귀족의 장남의 자녀 또한 특별한 서열을 얻는다. 일반적으로 귀족의 장남의 장남은 그의 삼촌들 바로 앞에 오고, 귀족의 장남의 젊은 아들들은 그들 뒤에 온다. 따라서 공작의 장남의 장남은 공작의 젊은 아들들보다 앞에 오고, 공작의 장남의 젊은 아들들은 그들 뒤에 오며, 다른 모든 계급도 마찬가지이다. 남작의 젊은 아들들 아래에는 준남작, 기사, 순회 판사 및 다양한 기사단의 동료들이 오고, 그 다음에는 귀족의 젊은 아들들의 장남들이 온다.
위에서 언급된 모든 사람들의 아내들은 남편의 서열에 해당하는 서열을 갖는다. 단, 예를 들어 특정 직책을 보유함으로써 더 높은 서열을 가질 자격이 있는 경우는 예외이다. 개인의 딸은 그 개인의 장남의 아내 다음으로, 그 개인의 젊은 아들들의 아내들보다 먼저 서열을 갖는다. 따라서 귀족의 딸들은 귀족의 장남의 아내들 바로 뒤에 서열을 갖는다. 귀족의 장남의 딸들은 귀족의 장남의 장남의 아내들 바로 뒤에 서열을 갖는다. 귀족의 젊은 아들들의 딸들은 귀족의 젊은 아들들의 장남의 아내들 뒤에 서열을 갖는다. 그러한 딸은 평민과 결혼해도 자신의 서열을 유지하지만 (결혼으로 인해 더 높은 서열이 부여되지 않는 한), 귀족과 결혼하면 남편의 서열을 갖는다.

### 의회 내 서열
상원 회의실의 착석 순서를 결정하는 데 사용되는 서열은 1539년 상원 의전법에 의해 규정된다. 이 법에 의해 규정된 서열은 의회 밖의 서열과 유사하지만 동일하지는 않다. 그러나 주권자는 이 법에 의해 할당된 서열을 변경할 권한이 없다.
세속 귀족은 의회 밖의 서열과 유사한 서열을 가정한다. 귀족의 서열에서 한 가지 차이점은 국무대신과 왕실 공무원의 위치와 관련이 있다. 일부 국무대신들 — 대법관, 대장경, 추밀원 의장 및 옥새상서 —이 귀족일 경우, 왕족을 제외한 다른 모든 귀족보다 우선한다 (귀족이 아닐 경우에는 우선순위가 부여되지 않는다). 다른 국무대신들 — 대궁내대신, 대총경, 국가원수 및 대제독 —과 왕실 공무원들 — 시종원장 및 시종무관장 —의 위치는 각자의 계급에 기반한다. 따라서 시종원장이 공작이라면 모든 공작보다 우선하고, 후작이라면 모든 후작보다 우선하는 식이다. 만약 두 직책이 같은 계급이라면, 직책의 우선순위 (위에서 언급된 순서에 반영됨)가 고려된다. 예를 들어, 대궁내대신과 국가원수가 모두 후작이라면, 전자의 직책이 후자보다 우선하므로 대궁내대신이 국가원수보다 우선한다.
그러나 실제로는 상원 의원들이 엄격한 서열에 따라 착석하지 않고, 대신 자신의 정당에 따라 착석하기 때문에 이 법은 구식이다.

## 문장학
틀:COA elements
귀족은 일반적으로 특정 문장 장치를 사용할 자격이 있다. 문장 위에 귀족은 소관을 표시할 수 있다. 공작이 소관을 착용할 권한을 받은 첫 번째 인물이었다. 후작은 15세기에, 백작은 16세기에, 자작과 남작은 17세기에 소관을 얻었다. 남작이 1661년에 소관을 받기 전까지 백작, 후작, 공작의 소관은 조각되어 있었고, 자작의 소관은 평범했다. 그러나 1661년 이후 자작의 소관은 조각되었고, 남작의 소관은 평범했다. 소관에는 귀금속이나 준보석을 달 수 없다. 일반적으로 귀족만 자신의 계급에 해당하는 소관을 사용할 수 있다. 그러나 더럼 주교는 더럼의 영주 주교의 역사적 세속적 권위를 나타내기 위해 문장 위에 공작의 소관을 사용할 수 있다.
귀족들은 대관식 때 소관을 착용한다. 그 외에는 소관은 귀족의 문장 위에 있는 문장학적 표현으로만 볼 수 있다. 소관은 은으로 금박을 입힌 장식과 흰담비 털로 된 바닥으로 구성된다. 소관은 귀족의 계급에 따라 달라진다. 왕족 구성원은 귀족으로서 착용할 소관 대신 왕실 소관을 사용한다.
공작 소관은 장식 위에 여덟 개의 딸기 잎이 있으며, 그 중 다섯 개가 문장학적 표현으로 표시된다. 후작 소관은 네 개의 딸기 잎과 네 개의 은구슬이 번갈아 나타나며, 그 중 세 개의 잎과 두 개의 구슬이 표시된다. 백작 소관은 여덟 개의 딸기 잎과 여덟 개의 은구슬 ("진주"라고 불리지만 실제로는 아니다)이 솟아오른 형태로 번갈아 나타나며, 그 중 다섯 개의 은구슬과 네 개의 잎이 표시된다. 자작 소관은 16개의 은구슬이 있으며, 그 중 7개가 표시된다. 마지막으로 남작 소관은 6개의 은구슬이 있으며, 그 중 4개가 표시된다. 귀족 부인들은 동등한 디자인을 사용하지만, 머리 위에 놓이는 소관이 아니라 머리를 두르는 원형 띠 형태이다.
의회 예복과 함께 검은 모자가 관례적으로 착용되었다. 라이즐리 가터 북은 1523년 의회 개원식의 현대적인 삽화를 제공한다. 참석한 두 공작은 의회 예복과 함께 관을 착용하고 있지만, 다른 세속 영주들은 모두 검은 모자를 착용하고 있다. 성직 영주들은 특유의 예복과 함께 미트르를 착용하고 있다. 미트르는 종교 개혁 이후 착용이 중단되었고, 의회에서 모자 착용은 가발이 유행하면서 대부분 중단되었다. 오늘날에는 오직 영주 위원들의 복장의 일부로만 남아 있으며, 의회 예복과 함께 착용한다. 남성의 경우 이각 모자 (검은 비버 모자에 실크 그로그레인 리본으로 테두리 장식), 여성의 경우 삼각 모자 형태이다. (상원에 귀족을 소개할 때 이 모자를 사용하는 것은 1998년에 중단되었다.)
귀족은 문장 장식에 방패잡이를 사용할 자격이 있다. 세습 방패잡이는 일반적으로 세습 귀족, 특정 왕족 구성원, 스코틀랜드 씨족 족장, 1587년 이전에 존재했던 스코틀랜드 봉건 남작에게만 허용된다. 비세습 방패잡이는 일대귀족, 가터 기사, 시슬 기사, 바스 대십자 기사 및 데임, 성 마이클 및 성 조지 대십자 기사 및 데임, 로열 빅토리아 대십자 기사 및 데임, 대영 제국 대십자 기사 및 데임, 그리고 기사 작위에게 부여된다.
귀족은 대부분의 다른 문장 소유자와 마찬가지로 문장 위에 투구를 표시할 수 있다. 귀족의 투구는 은색으로 그려지고 보는 사람의 왼쪽을 향한다. 투구는 금으로 장식되어 있으며, 닫힌 바이저에는 일반적으로 5개의 금색 막대가 있다. 투구와 함께 귀족은 맨틀링을 사용하며, 한쪽은 빨간색이고 다른 쪽은 흰담비 털 문장을 나타낸다. 귀족의 맨틀링은 굴스로 휘장되고, 흰담비 털로 이중 처리된다. 귀족 부인과 다른 여성 문장 소유자는 투구나 맨틀링을 사용하지 않는다.

## 상속제 개혁 시도
영국 의회가 명예 시스템에 대한 일련의 개혁 (1960년대 이후)을 제정한 이후, 세습 작위는 거의 창설되지 않았고 (마지막은 1990년 창설), 일대귀족 작위는 확산되어 영국 상원에 더 많은 공개적인 LGBT 인사가 임명될 수 있게 되었다. 그러나 2004년 동성 커플에 대한 시민 파트너십 합법화와 2013년 동성 커플에 대한 결혼 합법화에도 불구하고, 귀족이 된 시민 파트너의 배우자들은 귀족이 된 이성 결혼 배우자에게 부여되는 칭호와 특권의 확장을 허용받지 못했다. 2012년 7월, 보수당 의원 올리버 콜빌은 명예 시스템을 개정하여 데임이 된 여성의 남편과 수여자의 시민 파트너가 관계 지위를 통해 명예를 받을 수 있도록 하는 "2012-13년 파트너 칭호 평등 (명예) 법안"이라는 일반 의원 법안을 발표했다. 루카스 경이 2013년 5월 13일 상원에 "평등 (칭호) 법안"을 발의했는데, 이 법안은 여성 첫째 자녀가 세습 작위를 상속받을 수 있도록 하고, 명예 수여자의 "남편과 시민 파트너"가 "배우자에게 가능한 것과 동등한 명예 칭호"를 사용할 수 있도록 허용하는 것이었지만, 위원회 단계를 통과하지 못했다. 유사한 법안은 2015년, 2016년, 2023년에도 발의되었다.

## 유사 제도
다른 봉건 군주제 국가들도 고위 귀족을 다른 계급의 칭호로 한 용어 아래 묶고, 공통된 특권과/또는 의회에서 (때로는 입법 및 사법) 유사한 제도를 유지했다.
이토 히로부미와 다른 메이지 지도자들은 대중적으로 선출된 중의원의 균형추로서 일본 귀족원을 영국 상원을 의도적으로 모델로 삼았다.
프랑스에서는 페리에(pairie) 시스템이 두 가지 다른 형태로 존재했다. 하나는 프랑스 왕국에서 배타적인 '구' 귀족으로, 여러 면에서 잉글랜드와 나중의 영국 관행에 영감을 주었다. 다른 하나는 부르봉 왕정 복고 (1814-1848) 하에서 매우 번성한 상원이었다.
스페인과 포르투갈에서는 가장 가까운 동등한 칭호가 그란데였고, 헝가리에서는 마그나트였다.
시칠리아 왕국에서는 1812년 봉건제 폐지와 관련하여 귀족 작위가 제정되었다. 귀족들은 이전에 봉건 영지에서 얻은 과세 소득을 기준으로 지명되었다.
신성 로마 제국에서는 배타적인 귀족 의회 대신 입법 기관이 제국의회였고, 그 구성원 자격은 신성 로마 제국 제후라는 칭호로 동맹을 맺은 제후 가문 (및 다양한 소규모 가문)에게 부여되었으며, 교회 제후 (성직 귀족과 유사)에게도 부여되었고, 일부 경우에는 그래펜방크와 같은 '벤치'에서 집단적인 '쿠리아트' 투표로 제한되기도 했다.
중세 아일랜드 귀족에서는 게일 귀족은 공식적인 의식에서 다른 귀족에 의해 하얀 지팡이 또는 슬래트가 수여되는 사람들이었다. 그것은 영주권의 주요 상징이었고, 사실상 세 계층의 왕들 (지방, 지역, 지역)과 상당한 영토를 통제하는 왕자 및 백작 가문에만 한정되었다. 전체 수는 항상 100명에서 150명 사이였다.

## 같이 보기
틀:UK Peerages
관련
- 영국 명예 시스템
- 영국 귀족
- 영국 사회 계급
- 영국의 의전서열
- 영국의 호칭
- 이름뒤 칭호
- 귀족소사
- 문장원
- 로드 라이언 법원
- 스코트인 씨족
- 스코틀랜드 남작령
- 공식 작위

영국 제도의 귀족 작위
- 그레이트브리튼 귀족 작위
- 잉글랜드 귀족 작위
- 웨일스 귀족 및 준남작
- 스코틀랜드 귀족 작위
- 스코틀랜드 대표 귀족 목록
- 아일랜드 귀족 작위
- 아일랜드 대표 귀족 목록
- 일대귀족 목록 (1958년 일대귀족법)
- 법정 일대귀족 목록 (1876년 항소 관할법)
- 성직 귀족 목록
- 영국 유대인 귀족 및 젠트리 목록
- 영국 및 아일랜드 귀족 작위의 예우 칭호 목록

영연방의 귀족 작위
- 오스트레일리아 귀족 및 준남작
- 캐나다 귀족 및 준남작
- 캐나다 칭호 논쟁
- 뉴질랜드의 훈장, 훈장 및 메달

법률
- 귀족 작위법
- 오류로 생성된 남작 작위
- 명예 판매 스캔들
- 위조 귀족 칭호

기타
- 군주제
- 귀족정
- 봉건제
- 귀족
- 젠트리
- 상류층
- 카스트

## 참고 문헌
- Blackstone, W. (1765). 《Commentaries on the Laws of England》. Oxford: 클래런던 출판부.
- Bush, Michael L. The English Aristocracy: a Comparative Synthesis. Manchester University Press, 1984. Concise comparative historical treatment.
- Ellis, Geoffrey (1911). 〈Peerage〉. 《브리태니커 백과사전》 21 11판. 45–55쪽.
- Farnborough, T. E. May, 1st Baron. (1896). Constitutional History of England since the Accession of George the Third, 11th ed. London: Longmans, Green and Co.
- Paul, James Balfour (ed.). 스코틀랜드 귀족 작위 Founded on ... Sir Robert Douglas’s Peerage of Scotland. 9v. Edinburgh: David Douglas, 1904–14.
- Peerage Act 1963. (1963 c. 48). London: Her Majesty's Stationery Office.
- Plowden. Alison. Lords of the Land. Michael Joseph, 1984.
- Sanford, John Langton and 메러디스 타운젠드. The Great Governing Families of England. 2v. Blackwood & Sons, 1865 (Books for Libraries Press, 1972).